# История Вселенной

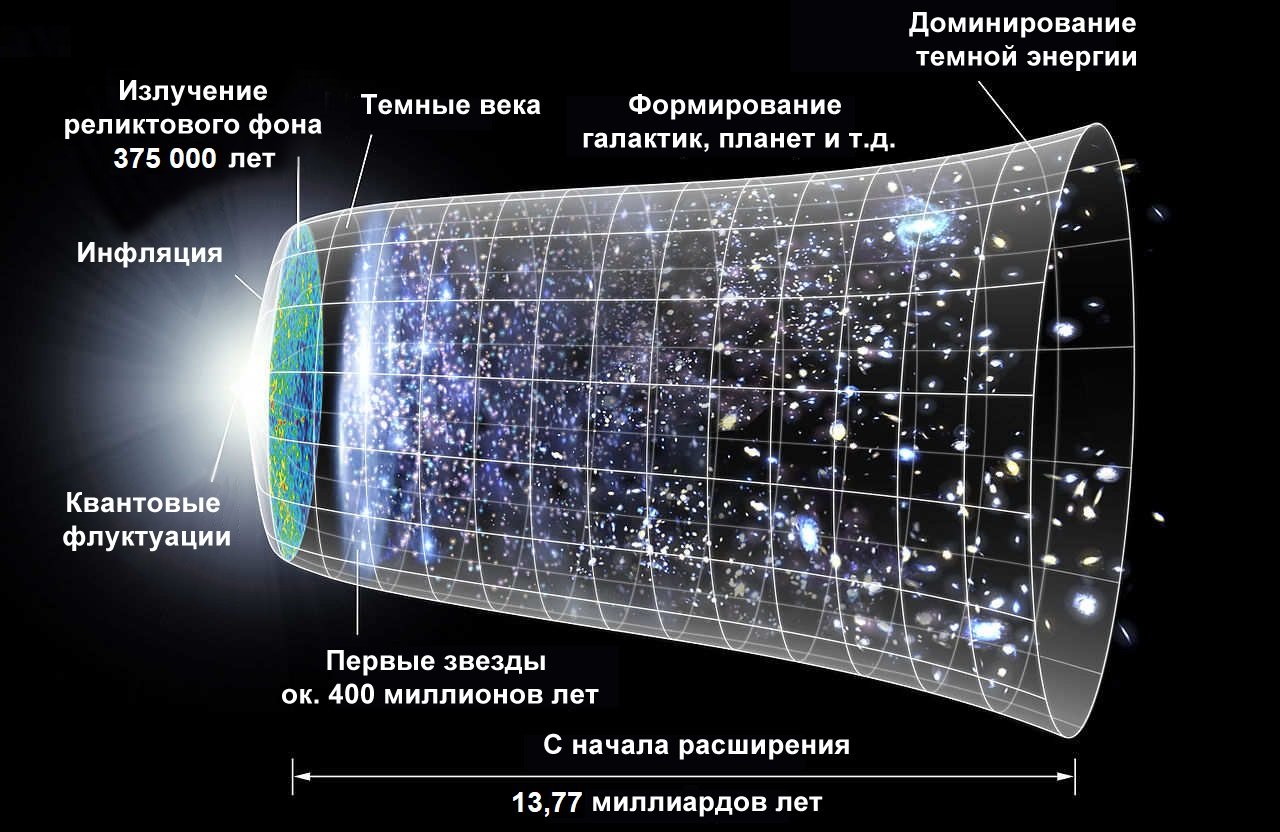
Этапы развития Вселенной

Современные представления об основных этапах развития Вселенной основаны на следующих теориях:
- теории расширения Фридмана;
- теории Большого взрыва (теории горячей Вселенной);
- теории инфляции;
- иерархической теории формирования крупномасштабной структуры;
- теории звёздного населения.

Экстраполяция расширения Вселенной назад во времени приводит к точке космической сингулярности, вблизи которой ныне известные законы физики перестают работать. Время же расширения из этой космической сингулярности до современного состояния называют возрастом Вселенной; по различным данным, оно составляет приблизительно 14 млрд лет.
Расширение является основным процессом, на фоне которого происходят все остальные, поэтому всю историю развития можно разделить на этапы расширения:
1. Планковская эпоха — момент, с которого начинает работать современная физика➤.
2. Инфляционная стадия. На этой стадии происходит резкое увеличение размеров Вселенной, а в конце его — также сильный нагрев.
3. Стадия радиационного доминирования. Основная стадия ранней Вселенной. Температура начинает снижаться и в начале электрослабое взаимодействие отделяется от сильного взаимодействия➤, затем образуются кварки➤. После смены последовательных эпох адронов➤ и лептонов➤, в эпохе нуклеосинтеза➤ образуются привычные нам химические элементы.
4. Эпоха доминирования вещества (пыли). В начале этой эпохи электромагнитное излучение отделяется от вещества и образуется реликтовый фон. Затем идут тёмные века. Они заканчиваются, когда излучение первых звёзд повторно ионизирует вещество.
5. Λ-доминирование. Текущая эпоха.

Момент образования реликтового фона является пограничным для эволюции вещества. Если до него она полностью определялась расширением, то после роль первой скрипки берет на себя гравитационное взаимодействие скоплений вещества, как друг с другом, так и с самим собой. Именно она отвечает за образование звёзд, звёздных скоплений галактик, а также слияние последних.
Отделение реликтового фона стало возможным благодаря остыванию Вселенной, вызванному расширением. Таким же процессом, предопределившим конец эпохи доминирования гравитации и порожденным ей, стало изменение химического состава из-за вспышек сверхновых звёзд.
Возникновение жизни — следующий этап развития Вселенной, знаменующий, что вещество теперь может самоорганизовываться, а не зависеть во всём от внешних условий.

## Планковская эпоха
Планковская эпоха — самая ранняя эпоха в истории наблюдаемой нами Вселенной, о которой существуют какие-либо теоретические предположения. В эту эпоху вещество Вселенной имело энергию ~1019 ГэВ, плотность ~1097 кг/м³ и находилось при температуре ~1032 К. Ранняя Вселенная представляла собой высокооднородную и изотропную среду с необычайно высокой плотностью энергии, температурой и давлением. В результате расширения и охлаждения во Вселенной произошли фазовые переходы, аналогичные конденсации жидкости из газа, но применительно к элементарным частицам. Она закончилась по истечении планковского времени (10−43 секунд после Большого Взрыва). После планковской эпохи гравитационное взаимодействие отделилось от остальных фундаментальных взаимодействий.
Современная космология полагает, что по окончании Планковской эпохи началась вторая фаза развития Вселенной — Эпоха Великого объединения, а затем нарушение симметрии быстро привело к эпохе космической инфляции, в течение которой Вселенная за короткий период очень сильно увеличилась в размерах.

### Теоретические основы
Поскольку в настоящее время не существует общепринятой теории, позволяющей комбинировать квантовую механику и релятивистскую гравитацию, современная наука не может описать события, происходящие за время, меньшее чем планковское время, и на расстояниях меньше планковской длины (примерно 1,616×10−35 м — расстояние, которое проходит свет за планковское время).
Без понимания квантовой гравитации — теории, объединяющей квантовую механику и релятивистскую гравитацию, — физика Планковской эпохи остается неясной. Принципы, лежавшие в основе единства фундаментальных взаимодействий, а также причины и течение процесса их разделения до сих пор малоизучены.
Три из четырёх сил были успешно описаны в рамках единой теории, но проблема описания гравитации до сих пор не решена. Если не учитывать квантовые гравитационные эффекты, то получается, что Вселенная началась с сингулярности с бесконечной плотностью; учёт этих эффектов позволяет прийти к другим выводам.
Среди наиболее проработанных и перспективных кандидатов на объединяющую теорию — теория струн и петлевой квантовой гравитации. Кроме того, ведётся активная работа по некоммутативной геометрии и другим областям, позволяющим описать процессы зарождения Вселенной.

### Экспериментальные исследования

История Вселенной

Экспериментальные данные, позволяющие обосновать предположения о Планковской эпохе, до недавнего времени практически отсутствовали, но последние результаты, полученные зондом WMAP, позволили учёным проверить гипотезы о первой 10−12 доли секунды существования Вселенной (хотя реликтовое излучение, которое регистрировал WMAP, возникло, когда Вселенной было уже несколько сотен тысяч лет). Несмотря на то, что этот временной интервал по прежнему на много порядков больше, чем Планковское время, в настоящее время продолжаются эксперименты (включая проект «Планк»), имеющие многообещающие результаты, которые позволят отодвинуть границу «изученного» времени ближе к моменту возникновения Вселенной и возможно дадут сведения о Планковской эпохе.
Кроме того, некоторое понимание процессов в ранней вселенной дают данные с ускорителей частиц. Например, эксперименты в релятивистском коллайдере тяжелых ионов (RHIC) позволили определить, что кварк-глюонная плазма (одно из ранних состояний материи) ведет себя скорее как жидкость, чем как газ. На Большом адронном коллайдере возможно исследовать ещё более ранние состояния материи, однако в настоящее время нет ни существующих, ни планируемых ускорителей, которые позволят получить энергии порядка планковской энергии (около 1,22×1019 ГэВ).

## Расширение Вселенной
| Стадия                                 | Эволюция {\displaystyle a(\eta )}         | Параметр Хаббла                                                           |
| -------------------------------------- | ----------------------------------------- | ------------------------------------------------------------------------- |
| Инфляционная                           | {\displaystyle a\propto e^{Ht}}           | {\displaystyle H^{2}={\frac {8\pi }{3}}{\frac {\rho _{vac}}{M_{pl}^{2}}}} |
| Радиационное доминирование             | {\displaystyle a\propto t^{\frac {1}{2}}} | {\displaystyle H={\frac {1}{2t}}}                                         |
| Пылевая стадия                         | {\displaystyle a\propto t^{\frac {2}{3}}} | {\displaystyle H={\frac {2}{3t}}}                                         |
| {\displaystyle \Lambda }-доминирование | {\displaystyle a\propto e^{Ht}}           | {\displaystyle H^{2}={\frac {8\pi }{3}}G\rho _{\Lambda }}                 |

| Космологические параметры по данным WMAP и Planck | Космологические параметры по данным WMAP и Planck | Космологические параметры по данным WMAP и Planck |
|                                                   | WMAP                                              | Planck                                            |
| ------------------------------------------------- | ------------------------------------------------- | ------------------------------------------------- |
| Возраст Вселенной t0 млрд.лет                     | 13,75±0,13                                        | 13,81±0,06                                        |
| H0 км/с/МПк                                       | 71,0±2,5                                          | 67,4±1,4                                          |

Расширение Вселенной — это крупномасштабный процесс, ход которого по сути определяет ход её эволюции: из-за расширения средняя температура падает, определяя как долго и с какой скоростью будет идти первичный нуклеосинтез, на фоне расширения происходит и развитие флуктуаций, которые затем должны стать галактиками и так далее. Экспериментально расширение Вселенной проявляется в виде красного смещения спектральных линий удалённых галактик в соответствии с законом Хаббла, а также в виде удлинения времени видимого протекания различных процессов в них (длительность вспышек сверхновых и других).
Вселенная расширяется из начального сверхплотного и сверхгорячего состояния — так называемый Большой взрыв. Является ли исходное состояние сингулярным (как предсказывает классическая теория гравитации — общая теория относительности или ОТО) или нет — активно обсуждаемый вопрос, надежды на его разрешение связывают с разработкой квантовой теории гравитации.

#### Модель Фридмана
В рамках ОТО вся динамика Вселенной в первом приближении может быть сведена к простым дифференциальным уравнениям для масштабного фактора {\displaystyle a(t)} — величины, отражающей изменение расстояний в однородно расширяющихся или сжимающихся пространствах:
- уравнению энергии

{\displaystyle \left({\frac {\dot {a}}{a}}\right)^{2}={\frac {8\pi G\rho }{3}}-\left({\frac {kc^{2}}{a^{2}}}\right)+{\frac {\Lambda c^{2}}{3}};}
- уравнению движения

{\displaystyle {\frac {\ddot {a}}{a}}=-{\frac {4\pi G}{3}}\left(\rho +{\frac {3P}{c^{2}}}\right)+{\frac {\Lambda c^{2}}{3}};}
- уравнению неразрывности

{\displaystyle {\frac {d\rho }{dt}}=-3H\left(\rho +{\frac {P}{c^{2}}}\right);}
где k — кривизна пространства (принимает значения −1, 0, 1), Λ — космологическая постоянная, ρ — средняя плотность Вселенной, P — среднее давление, с — скорость света, а точка над буквой обозначает взятие производной по времени, например, {\displaystyle {\dot {a}}=da/dt}.
Для подобной модели интервал между двумя событиями записывается следующим образом:
{\displaystyle ds^{2}=c^{2}dt^{2}-a^{2}(t)dR^{2},}
где dR² описывает геометрические свойства пространства модели и является метрикой трёхмерного изотропного и однородного пространства: плоского при k=0, сферического при k=1 и гиперболического при k=−1. В таких системах координат скорость изменения физического расстояния l между двумя точками, покоящимися в сопутствующей системе координат, равна:
{\displaystyle v={\frac {\dot {a}}{a}}l.}
Это не что иное, как закон Хаббла, где параметр Хаббла есть меняющаяся от времени величина:
{\displaystyle H(t)={\frac {\dot {a}}{a}}.}
Если теперь подставить это выражение в уравнение энергии и привести значения, приходим к выражению:
{\displaystyle 1=\Omega _{m}+\Omega _{k}+\Omega _{\Lambda },}
где Ωm=8πGρ/3H2 , Ωk = -(kc2)/(a2H2) , ΩΛ=(Λc2)/(3H2).

## Большой взрыв

Согласно теории Большого взрыва, Вселенная в момент образования была в чрезвычайно плотном и горячем состоянии, называемом космологической сингулярностью

Большо́й взрыв (англ. Big Bang) — космологическая модель, описывающая раннее развитие Вселенной, а именно — начало расширения Вселенной, перед которым Вселенная находилась в сингулярном состоянии.
Обычно сейчас автоматически сочетают теорию Большого взрыва и модель горячей Вселенной, но эти концепции независимы и исторически существовало также представление о холодной начальной Вселенной вблизи Большого взрыва. Именно сочетание теории Большого взрыва с теорией горячей Вселенной, подкрепляемое существованием реликтового излучения, и рассматривается далее.

### Космологическая сингулярность
Космологическая сингулярность — состояние Вселенной в начальный момент Большого Взрыва, характеризующееся бесконечной плотностью и температурой вещества. Космологическая сингулярность является одним из примеров гравитационных сингулярностей, предсказываемых общей теорией относительности (ОТО) и некоторыми другими теориями гравитации.
Возникновение этой сингулярности при продолжении назад во времени любого решения ОТО, описывающего динамику расширения Вселенной, было строго доказано в 1967 году Стивеном Хокингом. Также он писал:

«Результаты наших наблюдений подтверждают предположение о том, что Вселенная возникла в определённый момент времени. Однако сам момент начала творения, сингулярность, не подчиняется ни одному из известных законов физики».

Например, не могут быть одновременно бесконечными плотность и температура, так как при бесконечной плотности мера хаоса стремится к нулю, что не может совмещаться с бесконечной температурой. Проблема существования космологической сингулярности является одной из наиболее серьёзных проблем физической космологии. Дело в том, что никакие наши сведения о том, что произошло после Большого Взрыва, не могут дать нам никакой информации о том, что происходило до этого.
Попытки решения проблемы существования этой сингулярности идут в нескольких направлениях: во-первых, считается, что квантовая гравитация даст описание динамики гравитационного поля, свободного от сингулярностей, во-вторых, есть мнение, что учёт квантовых эффектов в негравитационных полях может нарушить условие энергодоминантности, на котором базируется доказательство Хокинга, в-третьих, предлагаются такие модифицированные теории гравитации, в которых сингулярность не возникает, так как предельно сжатое вещество начинает расталкиваться гравитационными силами (так называемое гравитационное отталкивание), а не притягиваться друг к другу.
Св. Августин утверждал, что время — это свойство вселенной, которое появилось вместе с ней самой. Поскольку однозначного научного объяснения такого парадокса не существует[какого?], Георгий Гамов предложил называть Августинской эпохой состояние Вселенной «до» и «в момент» Большого Взрыва. Такое состояние часто называется нулевой точкой или космологической сингулярностью.

## Первые три минуты. Первичный нуклеосинтез

Основные ядерные реакции на этапе первичного нуклеосинтеза.

Предположительно, с начала рождения (или по крайней мере с конца инфляционной стадии) и в течение времени, пока температура остаётся не ниже 1016 ГэВ (10−10с), присутствуют все известные элементарные частицы, причём все они не имеют массы. Этот период называется периодом Великого объединения, когда электрослабое и сильное взаимодействия едины.
На данный момент невозможно сказать, какие же именно частицы присутствуют в тот момент, но кое-что всё же известно. Величина η является показателем энтропии, а также характеризует избыток частиц над античастицами:
{\displaystyle {\frac {n_{p}-n_{\bar {p}}}{n_{p}}}=10^{-9}.}
В момент, когда температура опускается ниже 1015 ГэВ, вероятно, выделяются X- и Y-бозоны с соответствующими массами.
Эпоху Великого объединения сменяет эпоха электрослабого объединения, когда электромагнитное и слабое взаимодействия представляют единое целое. В эту эпоху идет аннигиляция X- и Y-бозонов. В момент, когда температура понижается до 100 ГэВ, эпоха электрослабого объединения заканчивается, образуются кварки, лептоны и промежуточные бозоны.
Настаёт адронная эра, эра активного рождения и аннигиляции адронов и лептонов. В эту эпоху примечателен момент кварк-адронного перехода или момент конфайнмента кварков, когда стало возможным слияние кварков в адроны. В этот момент температура равна 300—1000 МэВ, а время от рождения Вселенной составляет 10−6 с.
Эпохе адронной эры наследует лептонная эра — в момент, когда температура падает до уровня 100 МэВ, а на часах 10−4 с. В эту эпоху состав Вселенной начинает походить на современный; основные частицы — это фотоны, помимо них есть только электроны и нейтрино со своими античастицами, а также протоны и нейтроны. В этот период происходит одно важное событие: вещество становится прозрачным для нейтрино. Возникает что-то наподобие реликтового фона, но для нейтрино. Но так как отделение нейтрино произошло раньше отделения фотонов, когда некоторые виды частиц ещё не проаннигилировали, отдав свою энергию остальным, то и остыли они больше. К настоящему времени нейтринный газ должен был остыть до 1,9 К, если нейтрино не имеют массы (или их массы пренебрежимо малы).
При температуре Т≈0,7 МэВ термодинамическое равновесие между протонами и нейтронами, существовавшее до этого, нарушается и отношение концентрации нейтронов и протонов застывает на значении 0,19. Начинается синтез ядер дейтерия, гелия, лития. Спустя ~20 минут после рождения Вселенной первичный нуклеосинтез был завершён.

### Эпоха Великого объединения
Эпоха Великого Объединения (далее по тексту — ЭВО) — понятие, применяемое в космологии для определения второй фазы развития Вселенной. На основании космологической модели Вселенной, которая расширяется, принято считать, что ЭВО началась в момент времени с ~10−43 секунд, когда плотность материи составляла 1092 г/см³, а температура — 1032 К. Фазовый переход вызвал экспоненциальное расширение Вселенной, что вызвало переход к эпохе инфляции.

#### Основные положения ЭВО
В физической космологии, предполагая, что природу описывает ТВО, ЭВО была периодом в эволюции ранней вселенной, следующим за Планковской эпохой и предшествовавшим Инфляционной эпохе. С момента начала ЭВО квантовые эффекты слабеют и вступают в силу законы ОТО. Отделение гравитационного взаимодействия от остальных фундаментальных взаимодействий на границе эпох — Планковской и Великого объединения — привело к одному из фазовых переходов первичной материи, сопровождавшегося нарушением однородности её плотности. После отделения гравитации (первое отделение) от объединения фундаментальных взаимодействий в конце Планковской эпохи, три из четырёх взаимодействий — электромагнитное, сильное и слабое взаимодействия — все ещё оставались объединёнными как электроядерное взаимодействие. В течение Эпохи Великого Объединения такие физические характеристики как, например, масса, аромат и цвет были бессмысленны.
Считается, что во время ЭВО температура Вселенной была сопоставима с характерными температурными градиентами теории объединения. Если энергию великого объединения принять 1015 ГэВ, это будет соответствовать температурам выше 1027 K.
Принято считать, что ЭВО закончилась приблизительно в 10−34 секунд с момента Большого Взрыва, когда плотность материи составляла 1074 г/см³, а температура 1027 K, что соответствует энергии 1014 ГэВ — в этот момент времени от первичного взаимодействия отделяется сильное ядерное взаимодействие, которое начинает играть принципиальную роль в создавшихся условиях. Это отделение привело к следующему фазовому переходу и, как следствие, масштабному расширению Вселенной — инфляционное расширение Вселенной и значительные изменения плотности вещества и его распределения во Вселенной.

### Эпоха инфляции
Между 10−36 и 10−32 с после Большого Взрыва. В эту эпоху Вселенная всё ещё преимущественно заполнена излучением, начинают образовываться кварки, электроны и нейтрино. На ранних стадиях эпохи расширения образующиеся кварки и гипероны (которые забирают энергию от фотонов) быстро распадаются. Предполагают существование циклов чередующихся нагрева и повторного охлаждения Вселенной. После окончания этого периода строительный материал Вселенной представлял собой кварк-глюонную плазму. По прошествии времени температура упала до значений, при которых стал возможен следующий фазовый переход, называемый бариогенезисом. Дальнейшее падение температуры привело к следующему фазовому переходу — образованию физических сил и элементарных частиц в их современной форме, что привело через эпоху электрослабых взаимодействий, эпоху кварков, эпоху адронов, эпоху лептонов к переходу к эпохе нуклеосинтеза.

#### Бариогенезис
Бариогенез — состояние Вселенной на промежутке времени 10−35 и 10−31с с момента Большого Взрыва (Инфляционная эпоха), во время которого происходило объединение кварков и глюонов в адроны (в том числе в барионы), а также название самого процесса такого объединения. Считается, что вследствие выполнения условий Сахарова (несохранение барионного числа, CP-нарушение, нарушение теплового равновесия) во время бариогенезиса возникла так называемая барионная асимметрия Вселенной — наблюдающаяся асимметрия между материей и антиматерией (в современной Вселенной присутствует почти исключительно первая).

##### Барионная асимметрия Вселенной
Барио́нная асимметри́я Вселе́нной — наблюдаемое преобладание в видимой части Вселенной вещества над антивеществом. Этот наблюдательный факт не может быть объяснён в предположении исходной барионной симметрии во время Большого взрыва ни в рамках Стандартной модели, ни в рамках общей теории относительности — двух теорий, являющихся основой современной космологии. Наряду с пространственной плоскостностью наблюдаемой Вселенной и проблемой горизонта он представляет собой один из аспектов проблемы начальных значений в космологии.
Существует несколько гипотез, пытающихся объяснить явление барионной асимметрии, однако ни одна из них не признана научным сообществом достоверно доказанной.
Наиболее распространены теории, расширяющие Стандартную модель таким образом, что в некоторых реакциях возможно более сильное нарушение CP-инвариантности по сравнению с её нарушением в Стандартной модели. В этих теориях предполагается, что изначально количество барионной и антибарионной материи было одинаково, однако впоследствии в силу каких-либо причин из-за несимметричности реакций относительно того, какие частицы — вещества или антивещества — в них участвуют, произошло постепенное нарастание количества барионного вещества и уменьшение количества антибарионного. Подобные теории возникают естественным образом в моделях великого объединения.
Другие возможные сценарии возникновения асимметрии привлекают либо макроскопическое разделение областей локализации вещества и антивещества (что представляется маловероятным), либо поглощение антивещества чёрными дырами, способными отделить его от вещества при условии нарушения CP-инвариантности. Последний сценарий требует существования гипотетических тяжёлых частиц, распадающихся с сильным нарушением CP-инвариантности.
В 2010 году была выдвинута гипотеза, что барионная асимметрия связана с наличием тёмной материи. Согласно сделанному предположению носителем отрицательного барионного заряда являются частицы тёмной материи, не доступные для непосредственного наблюдения в земных экспериментах, но проявляющихся через гравитационное взаимодействие на масштабах галактик.

### Эпохаэлектрослабых взаимодействий
Между 10−32 и 10−12 секунд после Большого Взрыва. Температура Вселенной всё ещё очень высока. Поэтому электромагнитные взаимодействия и слабые взаимодействия пока представляют собой единое электрослабое взаимодействие. За счёт очень высоких энергий образуется ряд экзотических частиц, таких как бозон Хиггса и W-бозон, Z-бозон.

### Эпохакварков
Между 10−12 и 10−6 с после Большого Взрыва. Электромагнитное, гравитационное, сильное, слабое взаимодействия формируются в их современном состоянии. Температуры и энергии все ещё слишком велики, чтобы кварки группировались в адроны. Также называется эпохой кварк-глюонной плазмы.

### Эпохаадронов
Между 10−6 и 1 с после Большого Взрыва. Кварк-глюонная плазма охлаждается, и кварки начинают группироваться в адроны, включая, например, протоны и нейтроны.

### Эпохалептонов
Между 1 и 10 секунд после Большого Взрыва. Размер наблюдаемой Вселенной тогда был меньше сотни астрономических единиц. В ходе адронной эпохи большая часть адронов и антиадронов аннигилируют (взаимоуничтожаются) друг с другом и оставляют пары лептонов и антилептонов преобладающей массой во Вселенной.
Приблизительно через 10 с после Большого Взрыва температура опускается до значения, при котором лептоны более не образуются. Лептоны и антилептоны, в свою очередь аннигилируют друг с другом и во Вселенной остаётся лишь небольшой остаток лептонов. Нейтрино высвобождаются и начинают свободно двигаться в пространстве. Возникает реликтовый нейтринный фон, теоретически он должен быть наблюдаем и сегодня, но ввиду технических трудностей регистрации низкоэнергетических нейтрино он пока не обнаружен.

### Первичный нуклеосинтез
Приблизительно с 10 секунд после Большого Взрыва материя охладилась достаточно для образования стабильных нуклонов и начался процесс первичного нуклеосинтеза. Он длился до возраста Вселенной 20 минут, и за это время образовался первичный состав звёздного вещества: около 25 % гелия-4, 1 % дейтерия, следы более тяжёлых элементов до бора, остальное — водород.

### Эпохаизлучения
Через 70 000 лет вещество начинает доминировать над излучением, что приводит к изменению режима расширения Вселенной. В конце эпохи 379 000 лет происходит рекомбинация водорода и Вселенная становится прозрачной для фотонов теплового излучения. После дальнейшего падения температуры и расширения Вселенной наступил следующий переходный момент, при котором гравитация стала доминирующей силой.

### Эпоха первичной рекомбинации
Вселенная постепенно охлаждалась и через 379 000 лет после Большого Взрыва стала достаточно холодной (3000 К): замедлившиеся электроны получили возможность соединяться с замедлившимися протонами (ядрами водорода) и альфа-частицами (ядрами гелия), образуя атомы (этот процесс называется рекомбинацией). Таким образом, из состояния плазмы, непрозрачного для большей части электромагнитного излучения, материя перешла в газообразное состояние. Тепловое излучение той эпохи мы можем непосредственно наблюдать в виде реликтового излучения.  Реликтовое излучение имеет красное смещение {\displaystyle z_{c}} порядка 1000.

## Тёмные века
Между 380 000 лет и 550 млн лет после Большого взрыва. Вселенная заполнена водородом и гелием, реликтовым излучением, излучением атомарного водорода на волне 21 см. Звёзды, квазары и другие яркие источники отсутствуют.

## Реионизация
Реионизация (эпоха реионизации, повторная ионизация, вторичная ионизация водорода) — часть истории Вселенной (эпоха) между 550 млн лет и 800 млн лет после Большого взрыва (примерно, красное смещение от {\displaystyle z=15} до {\displaystyle z=6.4}). Реионизации предшествуют тёмные Века. А после неё — текущая эра вещества. Образуются первые звёзды (звёзды населения III), галактики, квазары, скопления и сверхскопления галактик. Свет, излучённый этим первым поколением звёздного населения, привёл космологические Тёмные века к концу, и в физической космологии известен как первый свет.
Происходит реионизация водорода светом звёзд и квазаров. Скорость реионизации зависела от темпов формирования объектов во Вселенной. За счёт гравитационного притяжения вещество во Вселенной начинает распределяться по обособленным скоплениям («кластерам»). По всей видимости, первыми плотными объектами в тёмной Вселенной были квазары. Затем начали образовываться ранние формы галактик и газопылевых туманностей. Начинают образовываться первые звёзды, в которых происходит синтез элементов тяжелее гелия. В астрофизике любые элементы тяжелее гелия называют «металлами».
11 июля 2007 года Ричард Эллис (Калифорнийский технологический институт) на 10-метровом телескопе Keck II обнаружил 6 звёздных скоплений, которые образовались 13,2 миллиардов лет тому назад. Таким образом, они возникли, когда Вселенной было только 500 миллионов лет.

### Звездообразование

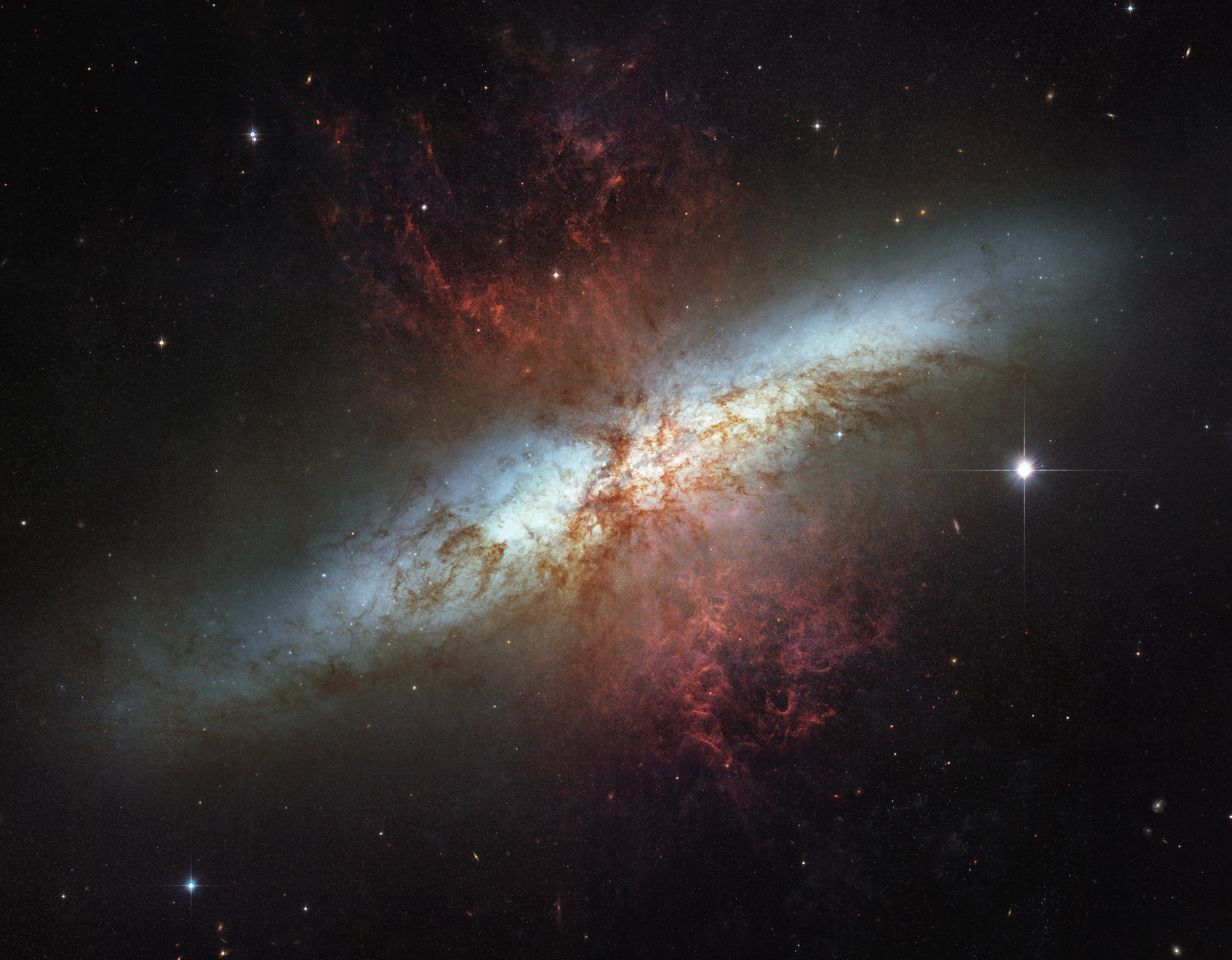
M82, галактика с активным звездообразованием

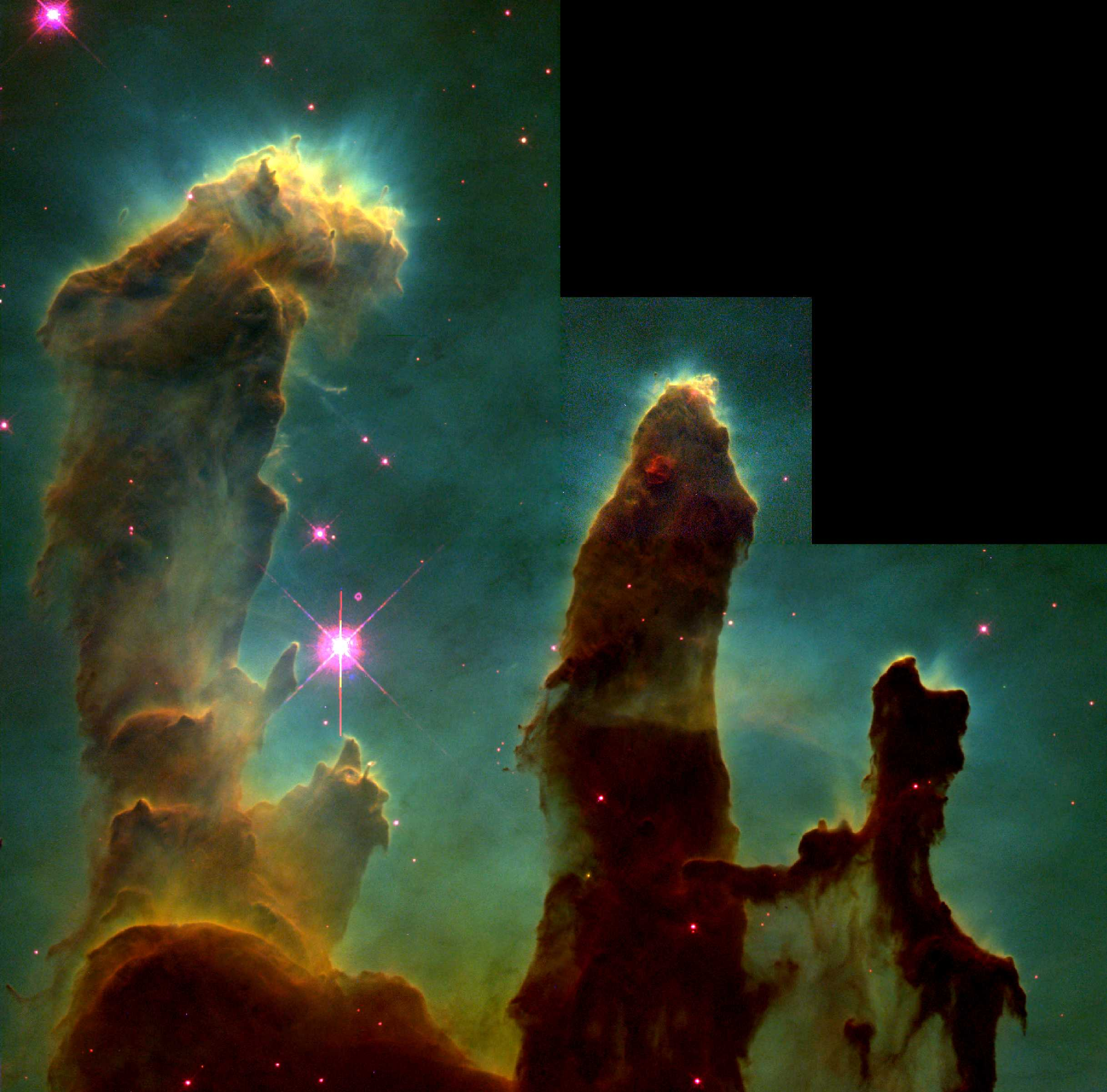
«Столпы Творения» — один из самых известных снимков, полученных телескопом. Рождение новых звёзд в Туманности Орёл.

Звездообразование — астрофизический термин, обозначающий крупномасштабный процесс в галактике, при котором массово начинают формироваться звезды из межзвездного газа. Спиральные ветви, общая структура галактики, звёздное население, светимость и химический состав межзвёздной среды — все это результат данного процесса.
Размер области, охваченной звездообразованием, как правило, не превышает 100 пк. Однако встречаются комплексы со вспышкой звездообразования, называемые сверхассоциациями, размерами сопоставимые с неправильной галактикой.
В нашей и нескольких ближайших галактиках возможно непосредственное наблюдение процесса. В таком случае признаками происходящего звездообразования являются:
1. наличие звёзд спектральных классов O-B-A и связанных с ними объектов (области HII, вспышки новых и сверхновых звёзд);
2. инфракрасное излучение, как от нагретой пыли, так и от самих молодых звёзд;
3. радиоизлучение газопылевых дисков вокруг формирующихся и новорождённых звёзд;
4. доплеровское расщепление молекулярных линий во вращающемся диске вокруг звёзд;
5. доплеровское расщепление молекулярных линий тонких быстрых струй (джетов), вырывающихся из этих дисков (с их полюсов) со скоростью примерно 100 км/с;
6. наличие ассоциаций, скоплений и звёздных комплексов с массивными звёздами (массивные звёзды почти всегда рождаются большими группами);
7. наличие глобул.

С увеличением расстояния уменьшается и видимый угловой размер объекта, и, начиная с некоторого момента, разглядеть отдельные объекты внутри галактики не представляется возможным. Тогда критериями протекающего в далёких галактиках звездообразования служат:
1. высокая светимость в эмиссионных линиях, в частности, в Hα;
2. повышенная мощность в ультрафиолетовой и голубой части спектра, за которую непосредственно отвечает излучение массивных звёзд;
3. повышенное излучение на длинах волн вблизи 8 мкм (ИК диапазон);
4. повышенная мощность теплового и синхротронного излучения в радиодиапазоне;
5. повышенная мощность рентгеновского излучения, связанная с горячим газом.

В общем виде процесс звездообразования можно разделить на несколько этапов: формирование крупных газовых комплексов (с массой 107 Мʘ), появление в них гравитационно связанных молекулярных облаков, гравитационное сжатие наиболее плотных их частей до возникновения звёзд, нагрев газа излучением молодых звёзд и вспышки новых и сверхновых, уход газа.
Чаще всего области звездообразования можно найти:
- в ядрах крупных галактик,
- на концах спиральных рукавов,
- на периферии неправильных галактик,
- в наиболее яркой части карликовой галактики.

Звездообразование является саморегулирующимся процессом: после формирования массивных звёзд и их короткой жизни происходит ряд мощных вспышек, уплотняющих и нагревающих газ. С одной стороны, уплотнение приводит к ускорению сжатия сравнительно густых облачков внутри комплекса, но с другой стороны нагретый газ начинает покидать область звездообразования, и чем больше его нагревают, тем быстрее он уходит.
Наиболее массивные звёзды живут сравнительно недолго — несколько миллионов лет. Факт существования таких звёзд означает, что процессы звёздообразования не завершились миллиарды лет назад, а имеют место и в настоящую эпоху.
Звёзды, масса которых многократно превышает массу Солнца, большую часть жизни обладают огромными размерами, высокой светимостью и температурой. Из-за высокой температуры они имеют голубоватый цвет, и поэтому их называют голубыми сверхгигантами. Такие звёзды, нагревая окружающий межзвёздный газ, приводят к образованию газовых туманностей. За свою сравнительно короткую жизнь массивные звезды не успевают сместиться на значительное расстояние от места своего возникновения, поэтому светлые газовые туманности и голубые сверхгиганты могут рассматриваться в качестве индикаторов тех областей Галактики, где недавно происходило или происходит и сейчас образование звезд.
Молодые звёзды распределены в пространстве неслучайным образом. Существуют обширные области, где они совсем не наблюдаются, и районы, где их сравнительно много. Больше всего голубых сверхгигантов наблюдается в области Млечного Пути, то есть вблизи плоскости Галактики, там, где концентрация газопылевого межзвёздного вещества особенно высока.
Но и вблизи плоскости Галактики молодые звёзды распределены неравномерно. Они почти никогда не встречаются поодиночке. Чаще всего эти звезды образуют рассеянные скопления и более разреженные звёздные группировки больших размеров, названные звёздными ассоциациями, которые насчитывают десятки, а иногда и сотни голубых сверхгигантов. Самые молодые из звёздных скоплений и ассоциаций имеют возраст менее 10 млн лет. Почти во всех случаях эти молодые образования наблюдаются в областях повышенной плотности межзвёздного газа. Это указывает на то, что процесс звёздообразования связан с межзвёздным газом.
Примером области звёздообразования является гигантский газовый комплекс в созвездии Ориона. Он занимает на небе практически всю площадь этого созвездия и включает в себя большую массу нейтрального и молекулярного газа, пыли и целый ряд светлых газовых туманностей. Образование звёзд в нём продолжается и в настоящее время.

##### Основные сведения
Для начала процесса образования звезд из межзвездных газопылевых туманностей в галактиках требуется наличие вещества в космосе, которое находится в состоянии гравитационной неустойчивости по тем или иным причинам. Например, триггером могут служить близкие от облака взрывы сверхновых типов Ib\c и II, близость к массивным звездам с интенсивным излучением и наличие внешних магнитных полей, таких, как магнитное поле Млечного Пути. В основном процесс звездообразования происходит в облаках ионизированного водорода или областях H II. В зависимости от типа галактики, интенсивное образование звёзд происходит либо в случайно распределенных областях, либо в областях, упорядоченных в спиральные структуры галактик. Звездообразование носит характер «локальных вспышек». Время «вспышки» непродолжительно, порядка нескольких миллионов лет, масштаб — до сотен парсек.
Состав областей межзвездного газа, из которых произошло формирование звезд, определяет их химический состав, что позволяет произвести датировку формирования конкретной звезды или отнести её к определённому типу звездных населений. Более старые звезды формировались в областях, в которых практически не было тяжелых элементов и, соответственно, лишены этих элементов в своих атмосферах, что определяется на основании спектральных наблюдений. Кроме спектральных характеристик, первоначальный химический состав звезды оказывает влияние на её дальнейшую эволюцию и, например, на температуру и цвет фотосферы.
По количеству звёзд того или иного населения определяется скорость звездообразования в определённой области на протяжении продолжительного времени. Суммарную массу возникающих звёзд в один год называют темпом звездообразования (SFR, Star Formation Rate).
Процесс звездообразования является одним из основных предметов изучения дисциплины астрофизика. С точки зрения эволюции Вселенной является важным знание истории темпа звездообразования. По современным данным в Млечном Пути сейчас преимущественно образуются звёзды с массами 1 — 10 M☉.

##### Основные процессы
Базовые процессы звездообразования включают в себя возникновение гравитационной неустойчивости в облаке, формирование аккреционного диска и начало термоядерных реакций в звезде. Последнее также иногда называется рождением звезды. Начало термоядерных реакций, как правило, останавливает рост массы формирующегося небесного тела и способствует образованию новых звезд в её окрестности (см., например, Плеяды, Гелиосфера).

##### Формирование звёзд
В отличие от термина Звездообразование, термин Формирование звёзд относится к физическому процессу образования конкретных звёзд из газопылевых туманностей.

### Возникновение и эволюция галактик
Возникновение галактик — появление крупных гравитационно-связанных скоплений материи, имевшее место в далёком прошлом Вселенной. Началось с конденсации нейтрального газа, начиная с окончания тёмных Веков. Удовлетворительной теории возникновения и эволюции галактик пока не существует. Есть несколько конкурирующих теорий, объясняющих это явление, но каждая имеет серьёзные проблемы.

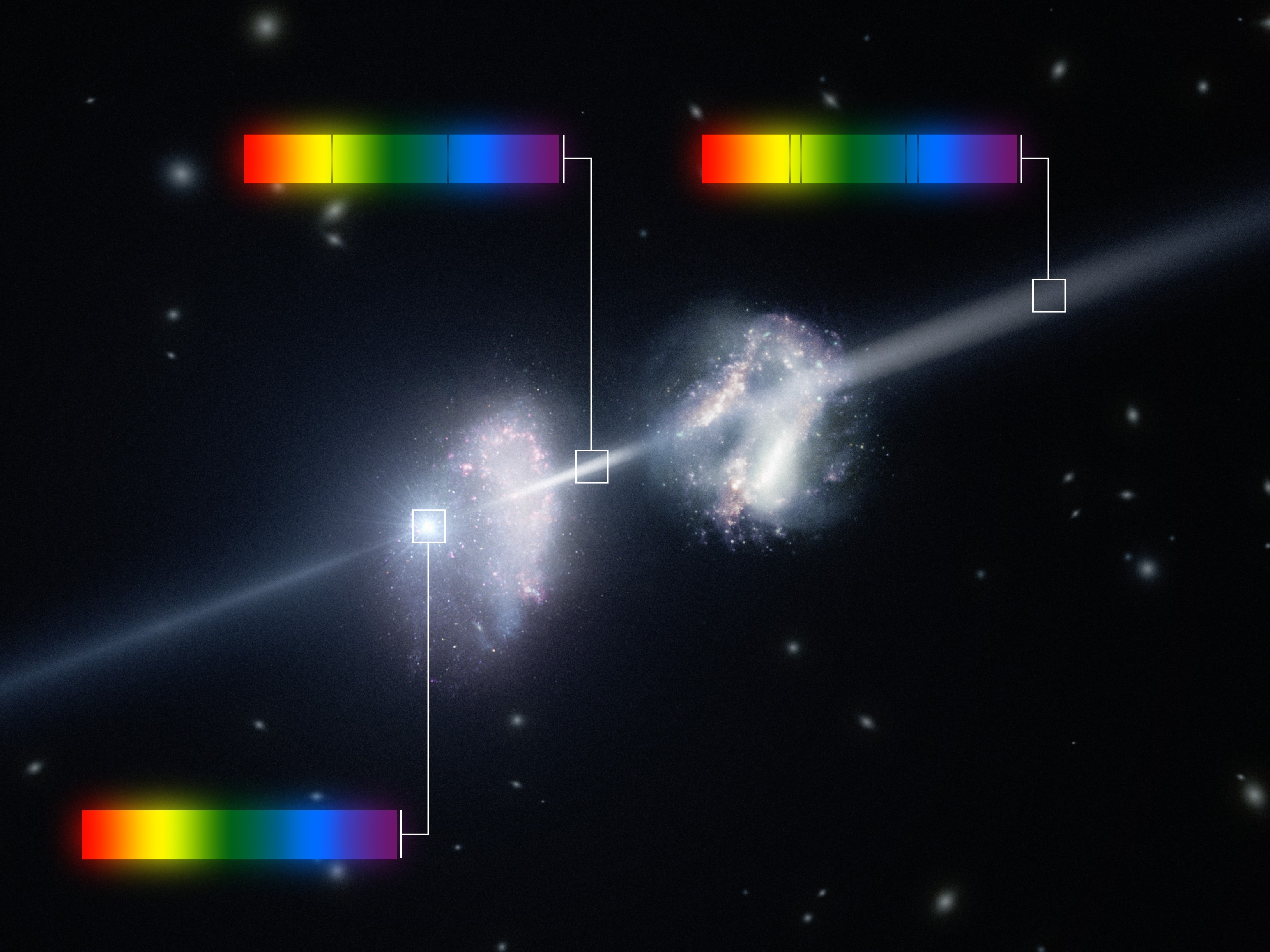
Художественное представление наблюдения галактик ранней Вселенной.

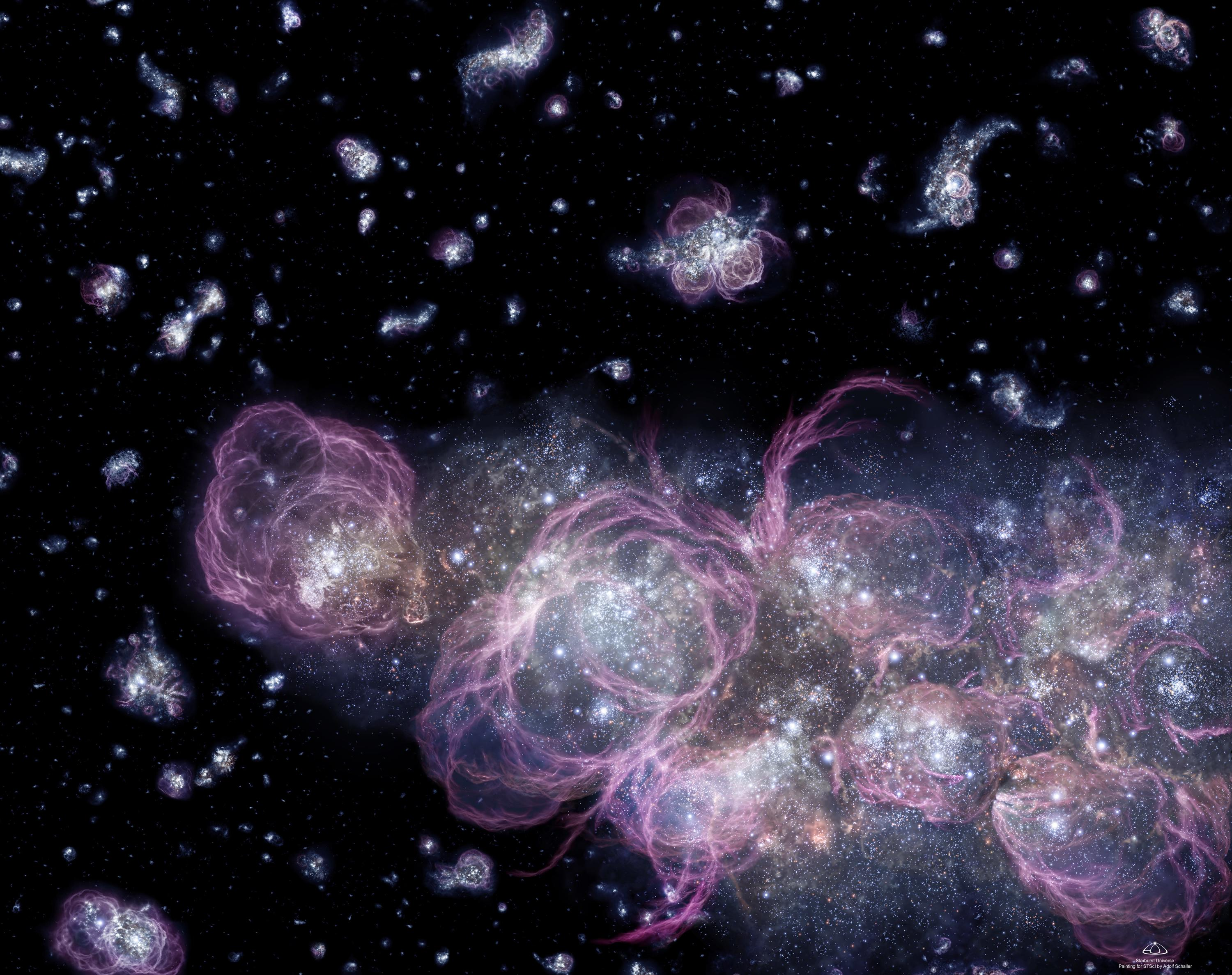
Образование и коллапс протогалактических облаков в представлении художника.

Как показывают данные по реликтовому фону, в момент отделения излучения от вещества Вселенная была фактически однородна, флуктуации вещества были крайне малыми, и это представляет собой значительную проблему. Вторая проблема — ячеистая структура сверхскоплений галактик и одновременно сфероподобная — у скоплений меньших размеров. Любая теория, пытающаяся объяснить происхождение крупномасштабной структуры Вселенной, в обязательном порядке должна решить эти две проблемы (а также верно смоделировать морфологию галактик).
Современная теория формирования крупномасштабной структуры, как впрочем и отдельных галактик, носит названия «иерархическая теория». Суть теории сводится к следующему: вначале галактики были небольшие по размеру (примерно как Магелланово облако), но со временем они сливаются, образуя всё большие галактики.
В последнее время верность теории поставлена под вопрос и не в малой степени этому способствовал downsizing. Однако в теоретических исследованиях эта теория является доминирующей. Наиболее яркий пример подобного изыскания — Millennium simulation (Millennium run).

#### Иерархическая теория
Согласно первой, после возникновения первых звёзд во Вселенной начался процесс гравитационного объединения звёзд в скопления и далее в галактики. В последнее время эта теория поставлена под сомнение. Современные телескопы способны «заглянуть» так далеко, что видят объекты, существовавшие приблизительно через 400 тыс. лет после Большого взрыва. Обнаружилось, что через 400 млн лет после Большого Взрыва уже существовали сформировавшиеся галактики. Предполагается, что между возникновением первых звёзд и вышеуказанным периодом развития Вселенной прошло слишком мало времени, и галактики сформироваться не успели бы.

##### Общие положения
Любая теория, так или иначе, предполагает, что все современные образования, начиная от звёзд и заканчивая сверхскоплениями, образовались в результате коллапса первоначальных возмущений. Классическим случаем является неустойчивость Джинса, в которой рассматривается идеальная жидкость, которая создаёт гравитационный потенциал в соответствии с законом тяготения Ньютона. В этом случае из уравнений гидродинамики и потенциала получается, что размер возмущения, при котором начинается коллапс, составляет:
{\displaystyle \lambda _{J}={\sqrt {\frac {u_{s}^{2}\pi }{G\rho }}},}
где us — скорость звука в среде, G — гравитационная постоянная, а ρ — плотность невозмущенной среды. Подобное рассмотрение можно провести и на фоне расширяющей Вселенной. Из-за удобства в этом случае рассматривают величину относительной флуктуации {\displaystyle \delta ={\frac {\delta \rho }{\rho }}.} Тогда классические уравнения примут следующий вид:
{\displaystyle \vartriangle \Phi =4\pi G\rho \delta ,}
{\displaystyle {\frac {\partial \delta }{\partial t}}+Hx\triangledown \delta +\triangledown v=0,}
{\displaystyle {\frac {\partial v}{\partial t}}+Hv+H(x\triangledown )v=-v_{s}^{2}\triangledown \delta -\triangledown \Phi .}
У этой системы уравнений есть только одно решение, которое возрастает со временем. Это уравнение продольных колебаний плотности:
{\displaystyle {\frac {\partial ^{2}\delta }{\partial ^{2}t}}+2H{\frac {\partial \delta }{\partial t}}+\left({\frac {k^{2}}{a^{2}}}v_{s}^{2}-4\pi G\rho \right)\delta =0.}
Из него, в частности, следует, что нестабильными являются флуктуации точно такого же размера, что и в статическом случае. А растут возмущения линейным образом или слабее, в зависимости от эволюции параметра Хаббла и плотности энергии.
Модель Джинса адекватно описывает коллапс возмущений в нерелятивистской среде, если их размер гораздо меньше текущего горизонта событий (в том числе и для тёмной материи во время радиационно-доминированной стадии). Для противоположных случаев необходимо рассматривать точные релятивистские уравнения. Тензор энергии-импульса идеальной жидкости с учётом малых возмущений плотности
{\displaystyle T_{\nu }^{\mu }=(\rho +\delta \rho +p+\delta p)u^{\mu }u_{\nu }-\delta _{\nu }^{\mu }(p+\delta p)}
ковариантно сохраняется, из чего следуют уравнения гидродинамики, обобщённые для релятивистского случая. Вместе с уравнениями ОТО они представляют исходную систему уравнений, определяющих эволюцию флуктуаций в космологии на фоне решения Фридмана.

#### Инфляционная теория
Другая распространённая версия заключается в следующем. Как известно, в вакууме постоянно происходят квантовые флуктуации. Происходили они и в самом начале существования Вселенной, когда шёл процесс инфляционного расширения Вселенной, расширения со сверхсветовой скоростью. Это значит, что расширялись и сами квантовые флуктуации, причём до размеров, возможно, в 101012 раз превышающих начальный. Те из них, которые существовали в момент прекращения инфляции, остались «раздутыми» и таким образом оказались первыми тяготеющими неоднородностями во Вселенной. Получается, что у материи было порядка 400 млн лет на гравитационное сжатие вокруг этих неоднородностей и образование газовых туманностей. А далее начался процесс возникновения звёзд и превращения туманностей в галактики.

#### Протогалактика

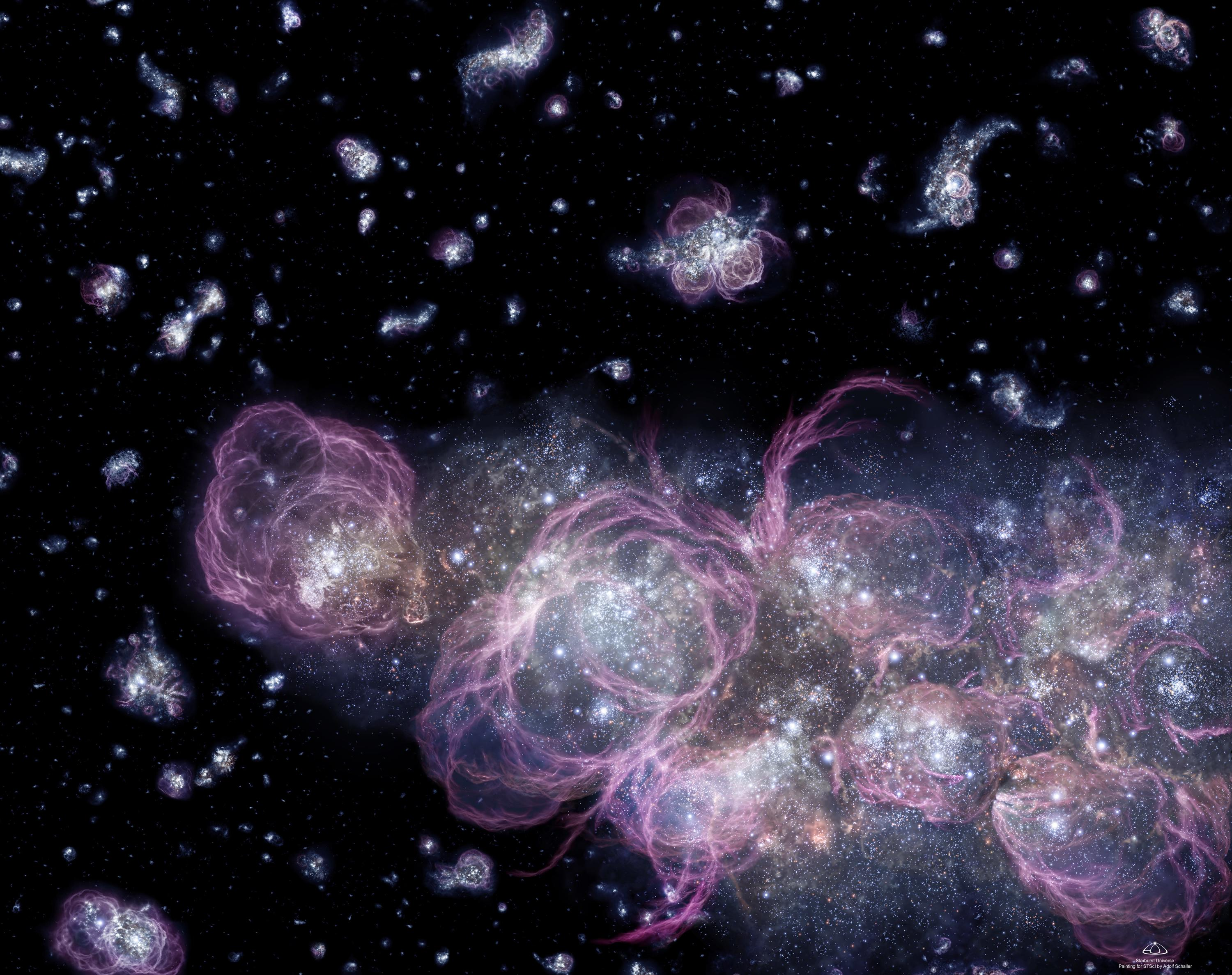
Столкновение протогалактик в молодой Вселенной (через миллиард лет после Большого взрыва). Иллюстрация НАСА

Протогалактика («первобытная галактика»; англ. protogalaxy, primeval galaxy): в физической космологии — облако межзвёздного газа на стадии превращения в галактику. Считается, что темпы звездообразования в этот период галактической эволюции определяют спиральную или эллиптическую форму будущей звёздной системы (более медленное формирование звёзд из локальных сгустков межзвёздного газа обычно приводит к возникновению галактики спиральной формы). Термин «протогалактика» используется главным образом при описании ранних фаз развития Вселенной в рамках теории Большого взрыва.

### Изучение
Телескоп «Уэбб» сможет рассказать о том, когда и где началась реионизация Вселенной и что её вызвало.

## Эра вещества

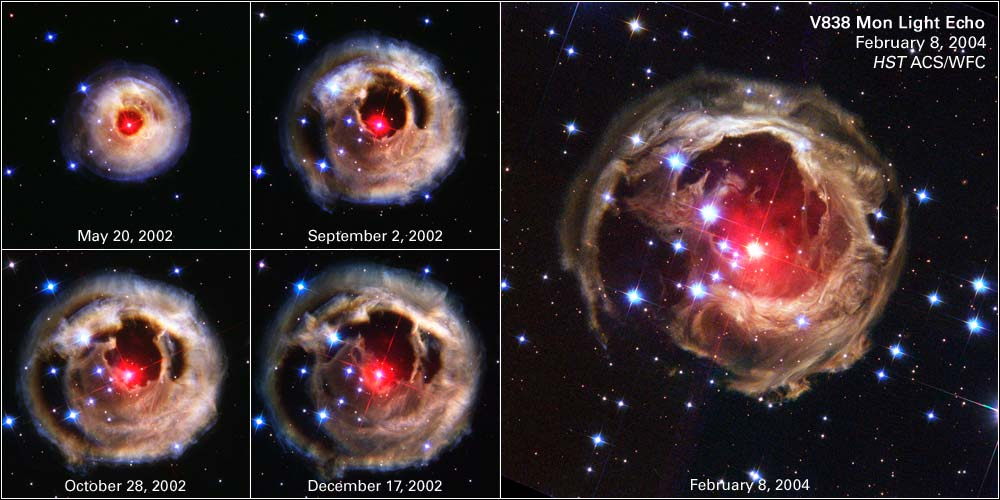
Расширение светового эха у V838 Единорога. Изображение NASA/ESA.

Начиная с 800 млн лет после Большого взрыва. Около 2.7 млрд лет назад закончилась реионизация первичного гелия. Образование межзвёздного облака, давшего начало Солнечной системе. Образование Земли и других планет нашей Солнечной системы, затвердевание пород.

### Формирование планет

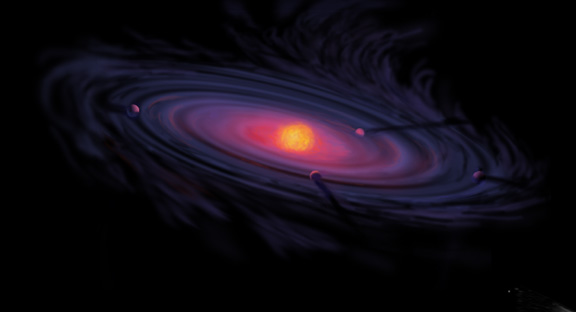
Протопланетный диск в представлении художника

Ясности в том, какие процессы идут при формировании планет и какие из них доминируют, до сих пор нет. Обобщая наблюдательные данные, можно утверждать лишь то, что:
- Они образуются ещё до момента рассеяния протопланетного диска.
- Значительную роль в формировании играет аккреция.
- Обогащение тяжелыми химическими элементами идет за счет планетезималей.

Таким образом, отправная точка всех рассуждений о пути формирования планет — газопылевой (протопланетный) диск вокруг формирующейся звезды. Сценариев, как из него получились планеты, существует два типа:
1. Доминирующий на данный момент — аккреционный. Предполагает формирования из первоначальных планетозималей.
2. Второй полагает, что планеты сформировались из первоначальных «сгущений», впоследствии сколлапсировавших.

Окончательно формирование планеты прекращается, когда в молодой звезде зажигаются ядерные реакции и она рассеивает протопланетный диск, за счёт давления солнечного ветра, эффекта Пойнтинга — Робертсона и прочих.

#### Аккреционный сценарий
Вначале из пыли образуются первые планетозимали. Существует две гипотезы, как это происходит:
- Одна утверждает, что они растут из-за парного столкновения очень маленьких тел.
- Вторая — что планетозимали формируются в ходе гравитационного коллапса в средней части протопланетного газопылевого диска.

По мере роста возникают доминирующие планетозимали, которые впоследствии станут протопланетами. Расчет темпов их роста довольно разнообразен. Однако базой для них служат уравнение Сафронова:
{\displaystyle {\frac {dM}{dt}}=\pi R^{2}F_{G}\Sigma _{p}{\sqrt {\frac {GM_{*}}{a^{3}}}}},
где R — размер тела, a — радиус его орбиты, M* — масса звезды, Σp — поверхностная плотность планетозимальной области, а FG — так называемый параметр фокусировки, ключевой в данном уравнении, для различных ситуаций он определяется по-своему. Расти такие тела могут не до бесконечности, а ровно до того момента пока есть небольшие планетозимали в их окрестностях, пограничная масса (так называемой массой изоляции) при этом получается:
{\displaystyle M={\frac {{\sqrt {M}}(4\pi a^{3}\Sigma _{p})^{\frac {3}{2}}}{3M_{*}}}}
В типичных условиях она варьирует от 0,01 до 0,1 M⊕ — это уже является протопланетой. Дальнейшее развитие протопланеты может следовать по следующим сценариям, один из которых приводит к образованию планет с твёрдой поверхностью, другой — к газовым гигантам.
В первом случае, тела с изолированной массой тем или иным образом увеличивают эксцентриситет и их орбиты пересекаются. В ходе череды поглощений более мелких протопланет образуются планеты подобные Земле.
Планета-гигант может образоваться если вокруг протопланеты останется много газа из протопланетного диска. Тогда в роли ведущего процесса дальнейшего приращения массы начинает выступать аккреция. Полная система уравнений описывающий данный процесс:
{\displaystyle {\frac {dr}{dm}}={\frac {1}{4\pi \rho r^{2}}}}(1)
{\displaystyle {\frac {dP}{dm}}=-{\frac {G(m+M_{core})}{4\pi r^{4}}}}(2)
{\displaystyle {\frac {dL}{dm}}=\epsilon -T{\frac {\partial S}{\partial t}}} (3)
{\displaystyle {\frac {dP}{dT}}=P(T)}
Смысл выписанных уравнений следующий (1) — предполагается сферическая симметрия и однородность протопланеты, (2) предполагается, что имеет место гидростатическое равновесие, (3) Нагрев идёт при столкновении с планетозималями, а охлаждение происходит только за счёт излучения. (4) — уравнения состояние газа.
Рост ядра будущей планеты-гиганта продолжается до M~10⊕. Примерно на этом этапе гидростатическое равновесие нарушается. С этого момента весь аккрецирующий газ уходит на формирование атмосферы планеты-гиганта.

#### Трудности аккреционного сценария
Первые же трудности возникают в механизмах формирования планетозималей. Общей проблемой для обеих гипотез является проблема «метрового барьера»: любое тело в газовом диске постепенно сокращает радиус своей орбиты, и на определённом расстоянии просто сгорит. Для тел размером порядка одного метра скорость подобного дрейфа наибольшая, а характерное время гораздо меньше необходимого, чтобы планетозималь значительно увеличила свой размер.
Кроме того, в гипотезе слияния метровые планетозимали при столкновении скорее разрушатся на многочисленные мелкие части, нежели образуют единое тело.
Для гипотезы формирования планетозималей в ходе фрагментации диска, классической проблемой была турбулентность. Однако, возможное её решение, а заодно и проблемы метрового барьера, было получено в недавних работах. Если в ранних попытках решений основной проблемой являлась турбулентность, то в новом подходе этой проблемы нет как таковой. Турбулентность может сгруппировать плотные твёрдые частицы, а вместе с потоковой неустойчивостью возможно образование гравитационно-связанного кластера, за время гораздо меньшее, чем время дрейфа к звезде метровых планетозималей.
Вторая проблема — это сам механизм роста массы:
1. Наблюдаемое распределение размеров в поясе астероидов невозможно воспроизвести в данном сценарии[41]. Скорее всего, первоначальные размеры плотных объектов 10—100 км. Но это значит, что средняя скорость планетозималей снижается, а значит, снижается скорость формирования ядер. И для планет-гигантов это становится проблемой: ядро не успевает сформироваться до того, как протопланетный диск рассеется.
2. Время роста массы сравнимо с масштабом некоторых динамических эффектов, способных повлиять на темпы роста. Однако произвести достоверные расчёты на данный момент не предоставляется возможным: одна планета с околоземной массой должна содержать не менее 108 планетозималей.

#### Сценарий гравитационного коллапса
Как и в любом самогравитирующем объекте, в протопланетном диске могут развиваться нестабильности. Впервые эту возможность рассмотрел Тумре (Toomre) в 1981 году. Оказалось, что диск начинает распадаться на отдельные кольца если
{\displaystyle Q={\frac {c_{s}k}{\pi G\Sigma }}<1}
где cs — скорость звука в протопланетном диске, k — эпициклическая частота.
Сегодня параметр Q носит название «параметр Тумре», а сам сценарий называется неусточивостью Тумре.
Время, за которое диск будет разрушен, сравнимо со временем охлаждения диска и высчитывается сходным собразом со временем Гельмгольца для звезды.

#### Трудности сценария гравитационного коллапса
Требуется сверхмассивный протопланетный диск.

### Возникновение жизни
Возникновение жизни или абиогенез — процесс превращения неживой природы в живую.
В узком смысле слова под абиогенезом понимают образование органических соединений, распространённых в живой природе, вне организма без участия ферментов.

### Формирование и эволюция Солнечной системы
Согласно современным представлениям, формирование Солнечной системы началось около 4,6 млрд лет назад с гравитационного коллапса небольшой части гигантского межзвёздного молекулярного облака. Большая часть вещества оказалась в гравитационном центре коллапса с последующим образованием звезды — Солнца. Вещество, не попавшее в центр, сформировало вращающийся вокруг него протопланетный диск, из которого в дальнейшем сформировались планеты, их спутники, астероиды и другие малые тела Солнечной системы.

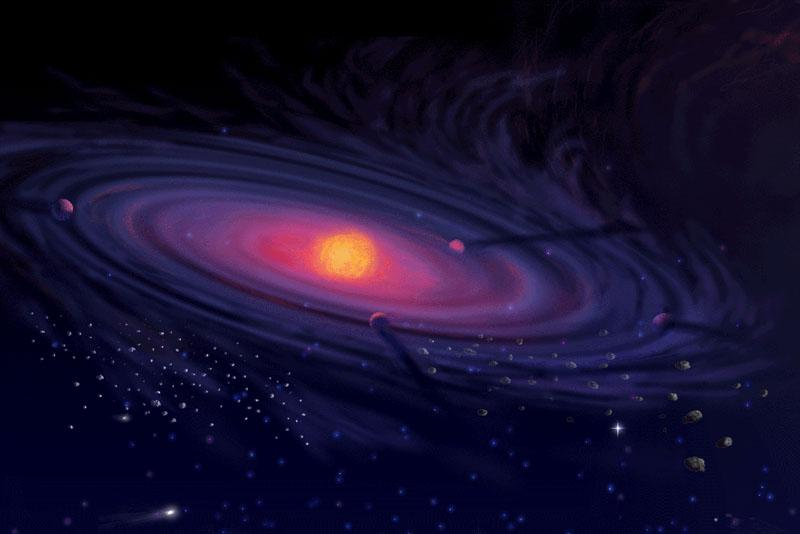
Протосолнце и протопланеты в представлении художника

#### Формирование Солнечной системы
Гипотеза об образовании Солнечной системы из газопылевого облака — небулярная гипотеза — первоначально была предложена в XVIII веке Эммануилом Сведенборгом, Иммануилом Кантом и Пьером-Симоном Лапласом. В дальнейшем её развитие происходило с участием множества научных дисциплин, в том числе астрономии, физики, геологии и планетологии. С началом космической эры в 1950-х годах, а также с открытием в 1990-х годах планет за пределами Солнечной системы (экзопланет), эта модель подверглась многократным проверкам и улучшениям для объяснения новых данных и наблюдений.
Согласно общепринятой в настоящее время гипотезе, формирование Солнечной системы началось около 4,6 млрд лет назад с гравитационного коллапса небольшой части гигантского межзвёздного газопылевого облака. В общих чертах, этот процесс можно описать следующим образом:
- Спусковым механизмом гравитационного коллапса стало небольшое (спонтанное) уплотнение вещества газопылевого облака (возможными причинами чего могли стать как естественная динамика облака, так и прохождение сквозь вещество облака ударной волны от взрыва сверхновой, и др.), которое стало центром гравитационного притяжения для окружающего вещества — центром гравитационного коллапса. Облако уже содержало не только первичные водород и гелий, но и многочисленные тяжёлые элементы (Металличность), оставшиеся после звёзд предыдущих поколений. Кроме того, коллапсирующее облако обладало некоторым начальным угловым моментом.
- В процессе гравитационного сжатия размеры газопылевого облака уменьшались и, в силу закона сохранения углового момента, росла скорость вращения облака. Из-за вращения скорости сжатия облака параллельно и перпендикулярно оси вращения различались, что привело к уплощению облака и формированию характерного диска.
- Как следствие сжатия росла плотность и интенсивность столкновений друг с другом частиц вещества, в результате чего температура вещества непрерывно возрастала по мере сжатия. Наиболее сильно нагревались центральные области диска.
- При достижении температуры в несколько тысяч кельвинов, центральная область диска начала светиться — сформировалась протозвезда. Вещество облака продолжало падать на протозвезду, увеличивая давление и температуру в центре. Внешние же области диска оставались относительно холодными. За счёт гидродинамических неустойчивостей, в них стали развиваться отдельные уплотнения, ставшие локальными гравитационными центрами формирования планет из вещества протопланетного диска.
- Когда температура в центре протозвезды достигла миллионов кельвинов, в центральной области началась термоядерная реакция горения водорода. Протозвезда превратилась в обычную звезду главной последовательности. Во внешней области диска крупные сгущения образовали планеты, вращающиеся вокруг центрального светила примерно в одной плоскости и в одном направлении.

#### Последующая эволюция
Раньше считалось, что все планеты сформировались приблизительно на тех орбитах, где находятся сейчас, однако в конце XX — начале XXI века эта точка зрения радикально изменилась. Сейчас считается, что на заре своего существования Солнечная система выглядела совсем не так, как она выглядит сейчас. По современным представлениям, внешняя Солнечная система была гораздо компактнее по размеру, чем сейчас, пояс Койпера был гораздо ближе к Солнцу, а во внутренней Солнечной системе помимо доживших до настоящего времени небесных тел существовали и другие объекты, по размеру не меньшие чем Меркурий.

##### Планеты земного типа

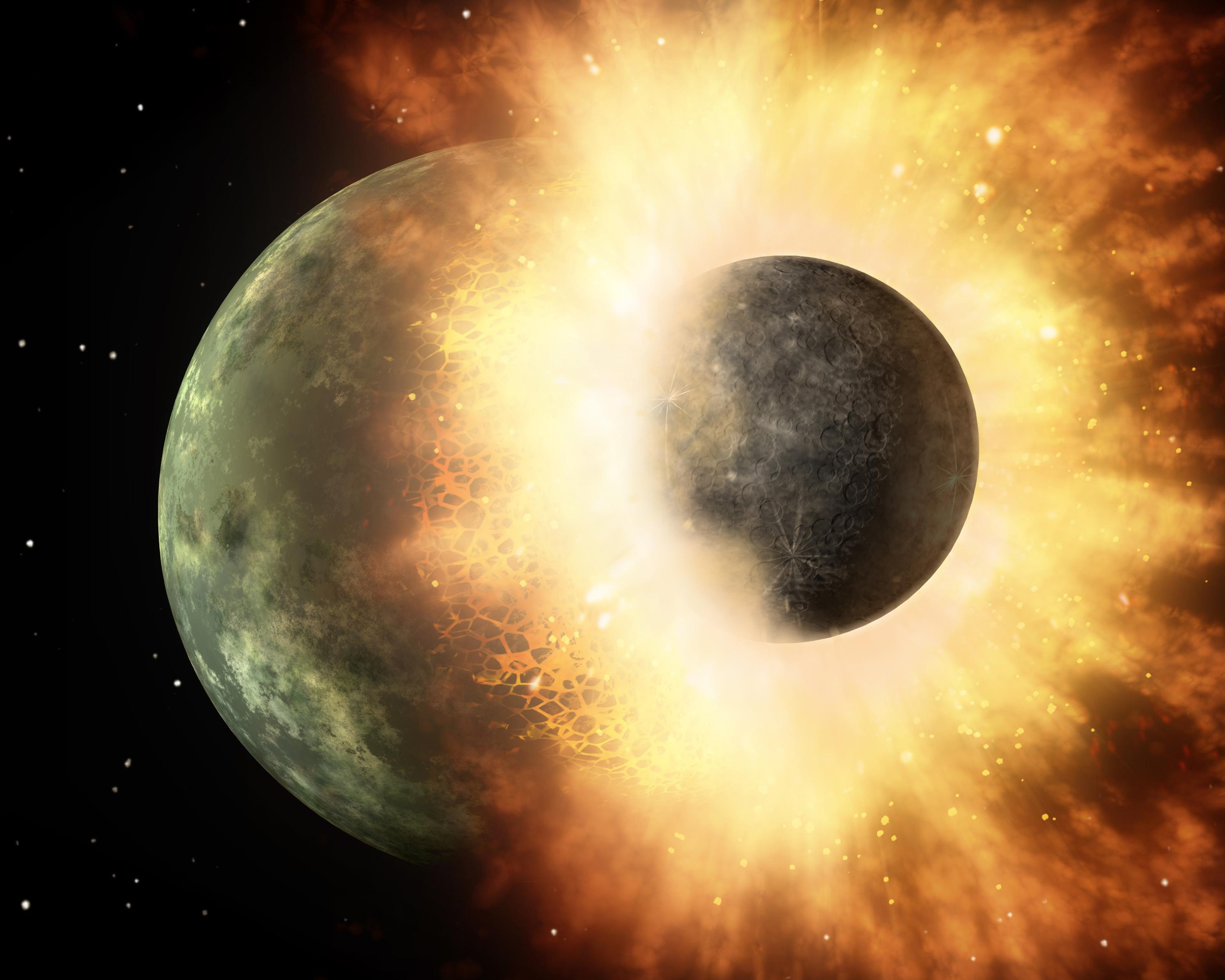
Гигантское столкновение двух небесных тел, возможно, породившее спутник Земли Луну

В конце эпохи формирования планет внутренняя Солнечная система была населена 50—100 протопланетами с размерами, варьирующимися от лунного до марсианского. Дальнейший рост размеров небесных тел был обусловлен столкновениями и слияниями этих протопланет между собой. Так, например, в результате одного из столкновений Меркурий лишился большей части своей мантии, в то время как в результате другого был рождён спутник Земли Луна. Эта фаза столкновений продолжалась около 100 миллионов лет до тех пор, пока на орбитах не осталось 4 массивных небесных тела известных сейчас.
Одной из нерешённых проблем данной модели является тот факт, что она не может объяснить, как начальные орбиты протопланетных объектов, которые должны были обладать высоким эксцентриситетом, чтобы сталкиваться между собой, смогли в результате породить стабильные и близкие к круговым орбиты оставшихся четырёх планет. По одной из гипотез, эти планеты были сформированы в то время, когда межпланетное пространство ещё содержало значительное количество газо-пылевого материала, который за счёт трения снизил энергию планет и сделал их орбиты более гладкими. Однако этот же самый газ должен был предотвратить возникновение большой вытянутости в первоначальных орбитах протопланет. Другая гипотеза предполагает, что коррекция орбит внутренних планет произошла не за счёт взаимодействия с газом, а за счёт взаимодействия с оставшимися более мелкими телами системы. По мере прохождения крупных тел сквозь облако мелких объектов последние из-за гравитационного влияния стягивались в регионы с более высокой плотностью, и создавали таким образом «гравитационные гребни» на пути прохождения крупных планет. Увеличивающееся гравитационное влияние этих «гребней», согласно этой гипотезе, заставляло планеты замедляться и выходить на более округлую орбиту.

##### Пояс астероидов
Внешняя граница внутренней Солнечной системы располагается между 2 и 4 а. е. от Солнца и представляет собой пояс астероидов. Изначально астероидный пояс содержал достаточное количество материи, чтобы сформировать 2—3 планеты размером с Землю. Эта область содержала большое количество планетозималей, которые слипались между собой, образуя всё более крупные объекты. В результате этих слияний в поясе астероидов сформировалось около 20—30 протопланет с размерами от лунного до марсианского. Однако начиная с того времени, когда в относительной близости от пояса сформировалась планета Юпитер, эволюция этой области пошла по другому пути. Мощные орбитальные резонансы с Юпитером и Сатурном, а также гравитационные взаимодействия с более массивными протопланетами этой области разрушали уже сформированные планетозимали. Попадая в область действия резонанса при прохождении поблизости планеты-гиганта планетозимали получали дополнительное ускорение, врезались в соседние небесные тела и дробились вместо того чтобы плавно сливаться.
По мере миграции Юпитера к центру системы возникающие возмущения имели всё более выраженный характер. В результате этих резонансов планетозимали меняли эксцентриситет и наклонение своих орбит и даже выбрасывались за пределы астероидного пояса. Некоторые из массивных протопланет также были выброшены Юпитером за пределы пояса астероидов, в то время как другие протопланеты, вероятно, мигрировали во внутреннюю Солнечную систему, где сыграли финальную роль в увеличении массы нескольких оставшихся планет земного типа. В течение этого периода истощения влияние планет-гигантов и массивных протопланет заставило астероидный пояс «похудеть» до всего лишь 1 % от Земной массы, которую составляли в основном маленькие планетозимали. Однако эта величина в 10—20 раз больше современного значения массы астероидного пояса, которая теперь составляет 1/2000 массы Земли. Считается, что второй период истощения, который и привёл массу астероидного пояса к текущим значениям, наступил, когда Юпитер и Сатурн вошли в орбитальный резонанс 2:1.
Вполне вероятно, что период гигантских столкновений в истории внутренней Солнечной системы сыграл важную роль в получении Землёй её запасов воды (~6⋅1021 кг). Дело в том, что вода — слишком летучее вещество, чтобы возникнуть естественным образом во время формирования Земли. Скорее всего она была занесена на Землю из внешних, более холодных областей Солнечной системы. Возможно именно протопланеты и планетозимали, выброшенные Юпитером за пределы астероидного пояса, занесли воду на Землю. Другими кандидатами на роль главных доставщиков воды являются также кометы главного пояса астероидов, обнаруженные в 2006 году, в то время как кометы из пояса Койпера и из других отдалённых областей предположительно занесли на Землю не более 6 % воды.

##### Планетная миграция
В соответствии с небулярной гипотезой, две внешние планеты Солнечной системы находятся в «неправильном» месте. Уран и Нептун, «ледяные гиганты» Солнечной системы, располагаются в области, где пониженная плотность вещества туманности и длительные орбитальные периоды делали формирование таких планет весьма маловероятным событием. Считается, что эти две планеты изначально сформировались на орбитах вблизи Юпитера и Сатурна, где имелось гораздо больше строительного материала, и только спустя сотни миллионов лет мигрировали на свои современные позиции.

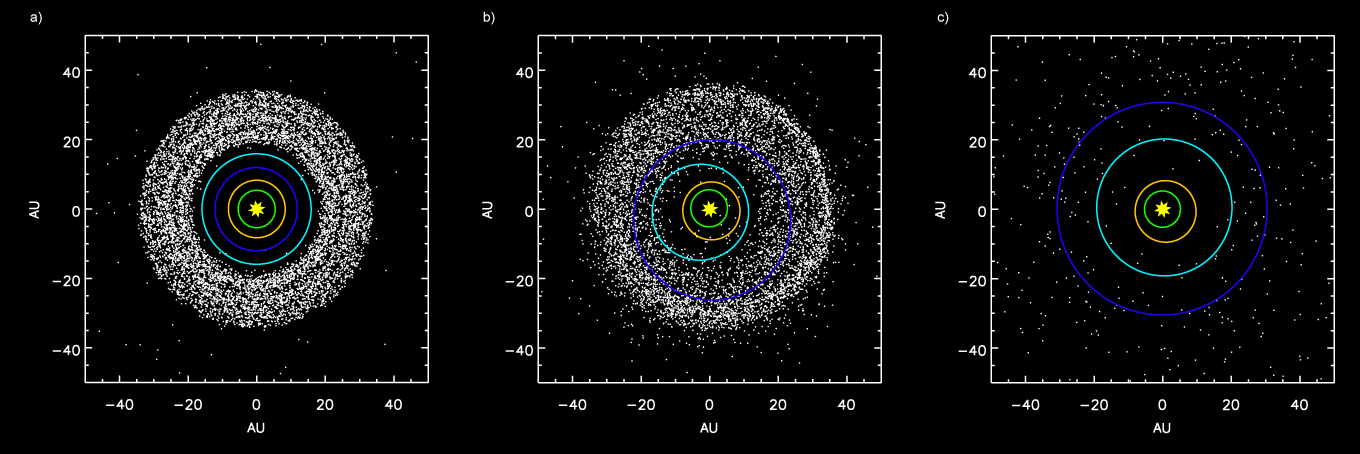
Симуляция, показывающая расположение внешних планет и пояса Койпера: a) Перед орбитальным резонансом 2:1 Юпитера и Сатурна b) Разбрасывание объектов древнего пояса Койпера по Солнечной системе после сдвига орбиты Нептуна c) После выбрасывания Юпитером объектов пояса Койпера за пределы системы

Планетная миграция в состоянии объяснить существование и свойства внешних регионов Солнечной системы. За Нептуном Солнечная система содержит пояс Койпера, рассеянный диск и облако Оорта, представляющие собой рассеянные скопления маленьких ледяных тел и дающие начало большинству наблюдаемых в Солнечной системе комет. Сейчас пояс Койпера располагается на расстоянии 30—55 а. е. от Солнца, рассеянный диск начинается в 100 а. е. от Солнца, а облако Оорта — в 50000 а. е. от центрального светила. Однако в прошлом пояс Койпера был гораздо плотнее и ближе к Солнцу. Его внешний край находился примерно в 30 а. е. от Солнца, в то время как его внутренний край располагался непосредственно за орбитами Урана и Нептуна, которые в свою очередь были также ближе к Солнцу (приблизительно 15—20 а. е.) и, кроме того, располагались в противоположном порядке: Уран был дальше от Солнца чем Нептун.
После формирования Солнечной системы орбиты всех планет-гигантов продолжали медленно изменяться под влиянием взаимодействий с большим количеством оставшихся планетозималей. Спустя 500—600 миллионов лет (4 миллиарда лет назад) Юпитер и Сатурн вошли в орбитальный резонанс 2:1; Сатурн совершал один оборот вокруг Солнца в точности за то время, за которое Юпитер совершал 2 оборота. Этот резонанс создал гравитационное давление на внешние планеты, вследствие чего Нептун вырвался за пределы орбиты Урана и врезался в древний пояс Койпера. По этой же причине планеты стали отбрасывать окружающие их ледяные планетозимали вовнутрь Солнечной системы, в то время как сами стали отдаляться вовне. Этот процесс продолжался аналогичным образом: под действием резонанса планетозимали выбрасывались вовнутрь системы каждой последующей планетой, которую они встречали на своём пути, а орбиты самих планет отдалялись всё дальше. Этот процесс продолжался до тех пор, пока планетозимали не вошли в зону непосредственного влияния Юпитера, после чего огромная гравитация этой планеты отправила их на высокоэллиптические орбиты или даже выбросила их за пределы Солнечной системы. Эта работа в свою очередь слегка сдвинула орбиту Юпитера вовнутрь. Объекты, выброшенные Юпитером на высокоэллиптические орбиты, сформировали облако Оорта, а тела, выброшенные мигрирующим Нептуном, сформировали современный пояс Койпера и рассеянный диск. Данный сценарий объясняет, почему рассеянный диск и пояс Койпера имеют малую массу. Некоторые из катапультированных объектов, включая Плутон, со временем вошли в гравитационный резонанс с орбитой Нептуна. Постепенно трение с рассеянным диском сделало орбиты Нептуна и Урана вновь гладкими.
Считается, что в отличие от внешних планет внутренние тела системы не претерпевали значительных миграций, поскольку после периода гигантских столкновений их орбиты оставались стабильными.

##### Поздняя тяжёлая бомбардировка
Гравитационное разрушение древнего астероидного пояса, вероятно, положило начало периоду тяжёлой бомбардировки, происходившему около 4 миллиардов лет назад, через 500—600 миллионов лет после формирования Солнечной системы. Этот период длился несколько сотен миллионов лет и его последствия видны до сих пор на поверхности геологически неактивных тел Солнечной системы, таких как Луна или Меркурий, в виде многочисленных кратеров ударного происхождения. А самое древнее свидетельство жизни на Земле датируется 3,8 миллиардами лет назад — почти сразу после окончания периода поздней тяжёлой бомбардировки.
Гигантские столкновения являются нормальной (хоть и редкой в последнее время) частью эволюции Солнечной системы. Доказательствами этого служат столкновение кометы Шумейкера—Леви с Юпитером в 1994, падение на Юпитер небесного тела в 2009 и метеоритный кратер в Аризоне. Это говорит о том, что процесс аккреции в Солнечной системе ещё не закончен, и, следовательно, представляет опасность для жизни на Земле.

##### Формирование спутников
Естественные спутники образовались у большинства планет Солнечной системы, а также у многих других тел. Различают три основных механизма их формирования:
- формирование из околопланетного диска (в случае газовых гигантов)
- формирование из осколков столкновения (в случае достаточно крупного столкновения под малым углом)
- захват пролетающего объекта

Юпитер и Сатурн имеют много спутников, таких как Ио, Европа, Ганимед и Титан, которые, вероятно, сформировались из дисков вокруг этих планет-гигантов по тому же принципу, как и сами эти планеты сформировались из диска вокруг молодого Солнца. На это указывают их большие размеры и близость к планете. Эти свойства невозможны для спутников, приобретённых путём захвата, а газообразная структура планет делает невозможной и гипотезу формирования лун путём столкновения планеты с другим телом.

## История Земли

Геологическое время в виде диаграммы, изображающей относительные размеры эпох в истории Земли

История Земли описывает наиболее важные события и основные этапы развития планеты Земля с момента её образования и до наших дней. Почти все отрасли естествознания внесли свой вклад в понимание основных событий прошлого Земли. Возраст Земли составляет примерно треть возраста Вселенной. В этот промежуток времени произошло огромное количество биологических и геологических изменений.
Земля сформировалась около 4,54 млрд лет назад за счет аккреции из солнечной туманности. Вулканическая дегазация создала первичную атмосферу, но в ней почти не было кислорода и она была бы токсичной для людей и современной жизни в целом. Большая часть Земли была расплавленной из-за активного вулканизма и частых столкновений с другими космическими объектами. Одно из таких крупных столкновений, как полагают, привело к наклону земной оси и формированию Луны. Со временем такие космические бомбардировки прекратились, что позволило планете остыть и образовать твердую кору. Доставленная на планету кометами и астероидами вода сконденсировалась в облака и океаны. Земля стала, наконец, гостеприимной для жизни, а самые ранние её формы обогатили атмосферу кислородом. По крайней мере первый миллиард лет жизнь на Земле имела малые и микроскопические формы. Около 580 миллионов лет назад возникла сложная многоклеточная жизнь, а в кембрийском периоде она пережила процесс быстрой диверсификации в большинство основных типов. Около шести миллионов лет назад среди гоминид появилась группа гоминини, в которой возникли шимпанзе (наши ближайшие современные родственники) и современный человек.
С момента её формирования на нашей планете постоянно происходят биологические и геологические изменения. Организмы непрерывно развиваются, принимают новые формы или вымирают в ответ на постоянно меняющуюся планету. Процесс тектоники плит играет важную роль в формировании океанов и континентов Земли, а также жизни, которой они дают убежище. Биосфера, в свою очередь, оказала значительное влияние на атмосферу и другие абиотические условия на планете, такие, как образование озонового слоя, распространение кислорода, а также создание почвы. Хотя люди не способны воспринимать это в связи с их относительно коротким периодом жизни, эти изменения продолжаются и будут продолжаться в течение следующих нескольких миллиардов лет.

#### Архей
Архейский эон, архей (др.-греч. ἀρχαῖος — «древний») — один из четырёх эонов истории Земли, охватывающий время от 4,0 до 2,5 млрд лет назад.
Термин «архей» предложил в 1872 году американский геолог Джеймс Дана.
Архей разделён на четыре эры (от наиболее поздней до наиболее ранней):
- Неоархей,
- Мезоархей,
- Палеоархей,
- Эоархей.

В это время на Земле ещё не было кислородной атмосферы, но появились первые анаэробные организмы, которые сформировали многие ныне существующие залежи полезных ископаемых: серы, графита, железа и никеля.
В раннем архее атмосфера и гидросфера, по-видимому, представляли смешанную парогазовую массу, которая мощным и плотным слоем окутывала всю планету. Проницаемость её для солнечных лучей была очень слабая, поэтому на поверхности Земли царил мрак. Парогазовая оболочка состояла из паров воды и некоторого количества кислых дымов. Ей присуща была высокая химическая активность, вследствие чего она активно воздействовала на базальтовую поверхность Земли. Горный ландшафт, равно как и глубокие впадины на Земле отсутствовали. В архее происходила дифференциация парогазовой оболочки на атмосферу и гидросферу. Архейский океан был мелким, а воды его представляли крепкий и очень кислый солевой раствор.

#### Протерозой
Протерозойский эон, протерозой (греч. πρότερος — «первый», «старший», греч. ζωή — «жизнь») — геологический эон, охватывающий время от 2500 до 541,0 ± 1,0 млн лет назад. Пришёл на смену архею.
Протерозойский эон — самый длительный в истории Земли.

#### Палеозой
Палеозойская эра («эра древней жизни») была первой и самой длинной эрой фанерозоя, длившейся с 541 до 252 млн лет назад. В палеозое появились многие современные группы живых существ. Жизнь колонизировала землю, сначала растения, затем животные. Жизнь обычно развивалась медленно. Порой, однако, случались внезапное появление новых видов или массовые вымирания. Эти всплески эволюции часто вызванные неожиданными изменениями в окружающей среде в результате стихийных бедствий, таких как вулканическая деятельность, удары метеоритов или изменение климата.
Континенты, сформировавшиеся после распада континентов Паннотия и Родиния в конце протерозоя, снова медленно собираются вместе в течение палеозоя. Это в конечном итоге приведёт к фазами горообразования, и создаст суперконтинент Пангея в конце палеозоя.

#### Мезозой

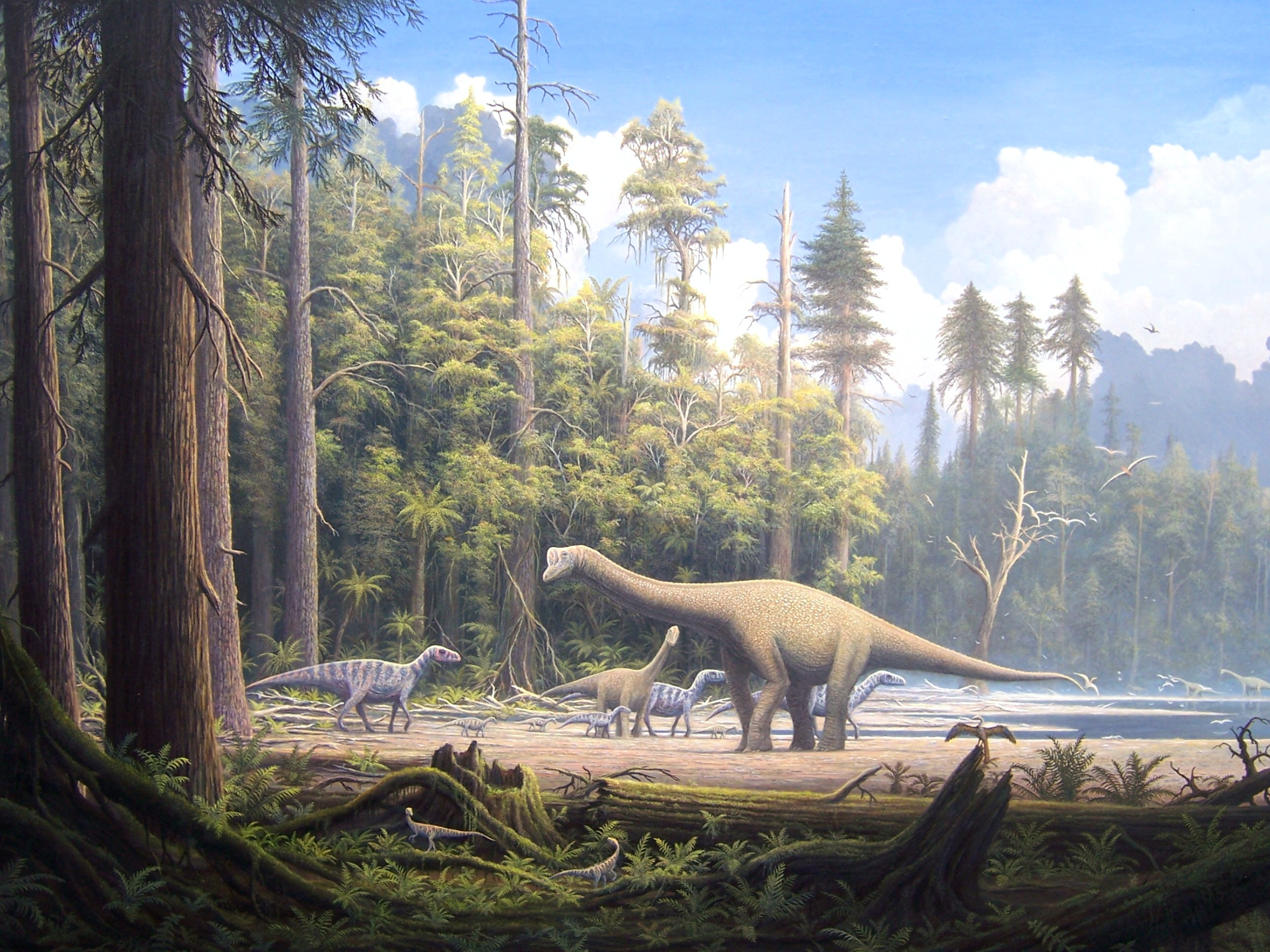
Динозавры были доминирующими наземными позвоночными на протяжении большей части мезозоя

Мезозой («средняя жизнь») продолжался с 252 млн до 66,0 млн лет. Он подразделяется на триасовый, юрский и меловой периоды. Эра началась с пермско-триасового вымирания, самого масштабного массового вымирания в палеонтологической летописи, 95 % видов на Земле вымерли, а закончилась тем, что произошло мел-палеогеновое вымирание, уничтожившее динозавров. Пермско-триасовое вымирание, возможно, было вызвано совокупностью извержения сибирских траппов, столкновения с астероидом, газификации гидрата метана, колебания уровня моря, резкого уменьшения содержания кислорода в океане. Жизнь сохранилась, и около 230 млн лет назад динозавры отделились от своих предков. Триасово-юрское вымирание 200 млн лет назад обошло динозавров, и вскоре они стали доминирующей группой среди позвоночных. И хотя в этот период появились первые млекопитающие, вероятно они были мелкими и примитивными животными, напоминающими землероек:169.
Примерно 180 млн лет назад Пангея распалась на Лавразию и Гондвану. Около 150 млн лет назад жил археоптерикс — одна из первых известных птиц (хотя граница между птицами и нептичьими динозаврами размыта). Самые ранние свидетельства появления цветковых (покрытосеменных) растений относятся к меловому периоду, около 20 миллионов лет спустя (132 млн лет назад). Конкуренция с птицами привела многих птерозавров к вымиранию; вероятно, в состоянии упадка уже были и динозавры, когда 66 млн лет назад 10-километровый астероид столкнулся с Землёй недалеко от полуострова Юкатан, создав кратер Чиксулуб. В результате этого столкновения в атмосферу было выброшено огромное количество твёрдых частиц и газов, преградив доступ солнечному свету и препятствуя фотосинтезу. Большинство крупных животных, в том числе динозавры, а также морские аммониты и белемниты, вымерли, обозначив конец мелового периода и мезозойской эры.

#### Кайнозой
Кайнозойская эра началась 66,0 млн лет назад и подразделяется на палеоген, неоген и четвертичный период. Млекопитающие и птицы, пережившие мел-палеогеновое вымирание, которое уничтожило динозавров и многие другие формы жизни, развились в современные виды.

##### Развитие млекопитающих
Млекопитающие существовали с позднего триаса, но до мел-палеогенового вымирания они оставались малыми и примитивными. В кайнозое млекопитающие быстро увеличили разнообразие, заполняя ниши, оставленные динозаврами и другими вымершими животными. Они стали доминирующими позвоночными животными, появились многие современные виды. Из-за вымирания многих морских рептилий некоторые млекопитающие начали жить в океанах, например китообразные и ластоногие. Другие стали кошачьими и псовыми, быстрыми и ловкими сухопутными хищниками. Засушливый глобальный климат в кайнозое привел к расширению пастбищ и появлению копытных млекопитающих, таких как лошади и полорогие. Другие млекопитающие приспособились к жизни на деревьях и стали приматами, одна линия которых приведёт к современным людям.

##### Эволюция человека
Небольшая африканская обезьяна, жившая около 6 млн лет назад, была последним животным, потомки которой будут включать в себя как современных людей, так и их ближайших родственников, шимпанзе.:100–101 Только две ветви её семейного древа имеют выживших потомков. Вскоре после раскола, по причинам, которые до сих пор неясны, обезьяны из одной ветви развили способность ходить на задних конечностях.:95–99 Размер мозга быстро увеличился, и около 2 млн лет назад появились первые животные, отнесенные к роду Homo.:300 Конечно, грань между различными видами и даже родами несколько произвольна, так как организмы непрерывно изменяются на протяжении поколений. Примерно в то же время другая ветвь раскололась на предков шимпанзе и предков бонобо, показывая, что эволюция продолжается одновременно во всех формах жизни.:100–101
Возможность контролировать огонь, вероятно, появилась у человека прямоходящего (или у человека работающего), по крайней мере 790 тыс. лет назад, но, возможно и 1,5 млн лет назад.:67 Открытие и использования контролируемого огня могло произойти даже до человека прямоходящего. Возможно, огонь начали использовать в начале верхнего палеолита (олдувайская культура) гоминиды Homo habilis, или даже австралопитеки, такие как Paranthropus.
Труднее установить происхождение языка. Неясно, мог ли говорить человек прямоходящий, или же такая возможность отсутствовала до появления человека разумного.:67 С увеличением размера мозга дети стали рождаться раньше — пока их головы ещё достаточно малы, чтобы пройти через таз. В результате они проявляют большую пластичность, и, следовательно, обладают повышенной способностью к обучению и им требуется более длительный период зависимости от родителей. Социальные навыки стали более сложными, язык стал более утончённым, орудия более продуманными. Это привело к дальнейшему сотрудничеству и интеллектуальному развитию.:7 Современные люди (Homo sapiens), как полагают, появились около 200 тыс. лет назад или раньше в Африке; самые старые ископаемые датируются примерно 160 тыс. лет.
Первые люди, показавшие признаки духовности, были неандертальцы (как правило, они классифицируется как отдельный вид, не имеющий выживших потомков). Они хоронили своих умерших, часто без признаков пищи или орудий.:17 Однако свидетельства более сложных убеждений, такие как наскальные рисунки ранних кроманьонцев (возможно имеющие магическое или религиозное значение):17–19 не появятся ранее 32 тысячелетия до н. э. Кроманьонцы также оставили каменные фигурки, такие как Венера Виллендорфская, также, вероятно, означающие религиозные убеждения.:17–19 11 000 лет назад человек разумный достиг южной оконечности Южной Америки, последний из необитаемых континентов (кроме Антарктиды, которая оставалась неоткрытой до 1820 года). Продолжает улучшаться использование инструментов и коммуникаций, межличностные отношения стали более сложными.

## Изучение истории
Практически получено состояние глазмы (время существования глазмы — несколько йоктосекунд), считается, что в эволюции Вселенной оно предшествовало кварк-глюонной плазме, которая существовала в первые миллионные доли секунды сразу после Большого взрыва. Изучение кварк-глюонной плазмы может помочь в изучении истории Вселенной.
Телескоп «Уэбб» имеет первичные задачи: обнаружение света первых звёзд и галактик, сформированных после Большого взрыва, изучение формирования и развития галактик, звёзд, планетных систем и происхождения жизни. Также, он сможет рассказать о том, когда и где началась реионизация Вселенной и что её вызвало.
Изучение ранней истории Вселенной является задачей двух телескопов большого диаметра, которые будут расположены в Атакамской пустыне в Чили.
В 2019 году было объявлено подтверждение механизма Киббла-Журека квантовым компьютером, механизм объясняет некоторые вопросы рождения Вселенной и появления в ней неоднородностей.

### История развития представлений о Вселенной
С ранних времен человек задумывался об устройстве окружающего его мира как единого целого. И в каждой культуре оно понималось и представлялось по-разному. Так, в Вавилоне жизнь на Земле тесно связывали с движением звёзд, а в Китае идеи гармонии переносились на всю Вселенную.
Развитие этих представлений в разных частях света шло по-разному. Но если в Старом Свете накопленные знания и представления в целом никуда не исчезли, лишь передаваясь от одной цивилизации к другой, то о Новом Свете такого сказать нельзя. Виной тому — колонизация Америки европейцами, уничтожавшая многие памятники древних культур.
В период Средневековья представление о мире как о едином целом не претерпевает существенных изменений. И тому две причины. Первая — сильное давление ортодоксальных богословов, характерное как для католической Европы, так и для исламского мира. Вторая — наследие прошлого, когда представления о мире строились из неких философских концепций. Необходимо было осознать, что астрономия являлась частью физики.
Первый значительный толчок в сторону современных представлений о Вселенной совершил Коперник. Второй по величине вклад внесли Кеплер и Ньютон. Но поистине революционные изменения в наших представлениях о Вселенной происходят лишь в XX веке. Даже в начале его некоторые учёные считали, что Млечный Путь — вся Вселенная.

## Комментарии
1. ↑  Причина, по которой Сатурн, Уран и Нептун двигались вовне, в то время как Юпитер двигался вовнутрь, состоит в том, что Юпитер достаточно массивен, чтобы выбрасывать планетозимали за пределы Солнечной системы, а эти три планеты — нет. Для того, чтобы выбросить планету за пределы системы, Юпитер передаёт ей часть своей орбитальной энергии, и следовательно, приближается к Солнцу. Когда Сатурн, Уран и Нептун выбрасывают планетозимали вовне, эти объекты выходят хоть и на высокоэллиптические, но всё же замкнутые орбиты, и таким образом, могут вернуться к возмущающим планетам и возместить им их потерянную энергию. Если же эти планеты выбрасывают планетозимали вовнутрь системы, то это увеличивает их энергию и заставляет их отдаляться от Солнца. И что ещё более важно, объект, выброшенный этими планетами вовнутрь, имеет больше шансов быть захваченным Юпитером и потом быть выброшенным за пределы системы, что навсегда закрепляет лишнюю энергию, полученную внешними планетами при «катапультировании» этого объекта.